# Anarquisme

El símbol tradicional de l'anarquisme, representat per una "A" circumscrita dins un cercle.

L'anarquisme pot ser percebut de dues maneres:
a) Com un impuls llibertari o una sensibilitat anarquista que ha existit al llarg de la història de la humanitat i s'ha manifestat de formes diverses, com ara els escrits de Lao Tsé i dels taoistes; el mutualisme de les societats fonamentades en el parentesc; l'ethos de diverses sectes religioses; moviments agraris com els diggers a Anglaterra o els zapatistes a Mèxic; les col·lectivitzacions de l'Espanya de la Guerra Civil; el pensament de la Grècia Clàssica, i molts altres moviments.
b) Com un moviment històric i una teoria política que té els seus orígens a final del segle xviii, amb William Godwin com a pioner amb el clàssic text anarquista An Enquiry Concerning Political Justice (1798), així com amb les accions dels sans-cullotes i els enragés durant la revolució francesa, i amb els radicals de Gran Bretanya Thomas Spence i William Blake. El terme anarquista fou utilitzat per primera vegada en la Revolució Francesa per a descriure els sans-cullotes (sense calçons), les treballadores franceses que durant la Revolució propugnaven l'abolició del govern. L'anarquisme com a moviment social es va donar al segle xix, amb una filosofia bàsica trenada per personatges com Bakunin, Proudhon, Kropotkin, Goldman, Reclus i Malatesta. En la seva forma clàssica, l'anarquisme era una part important del moviment socialista dels anys precedents a la Gran Guerra, però el seu socialisme era llibertari, no marxista. Morris apunta que "La tendència d'escriptores com David Pepper (1996) de crear una dicotomia entre socialisme i anarquisme és un error en termes històrics i conceptuals."
Sovint s'identifica amb símbols que inclouen la "A" d'anarquia circumscrita en un cercle, normalment negre o vermell. Des del punt de vista anarquista l'estat i les multinacionals són unes de les múltiples estructures opressores utilitzades per a justificar l'autoritat d'una elit sobre les persones. Per aquest mateix motiu la tradició anarquista s'ha oposat radicalment a la imposició de poder d'uns sobre altres per mitjà dels exèrcits, monarquies, religions, mercats, així com per qualsevol de les estructures de poder del capitalisme; i advoca per societats sense estat sobre la base d'associacions lliures no jeràrquiques.

## Terminologia

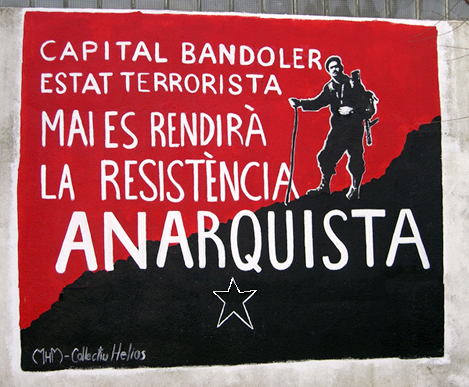
Mural Anarquista a Sant Celoni, actualment esborrat.

L'arrel etimològica dels mots "anarquisme" i "anarquia" prové del grec ἄναρχος, anarchos, "sense governants"; format pel prefix ἀν- (an-, "sense") més ἀρχός, archos, "governant", "dirigent", al seu torn derivat d'ἀρχή, arkhē, "regla", "sobirà". El primer registre escrit del qual es té constància és a l'obra d'Els set contra Tebes (467 aC) d'Èsquil. El terme "anarquia" es va referir anys més tard al govern dels Trenta Tirans (404 aC), sense l'Arcont (ἄρχων).

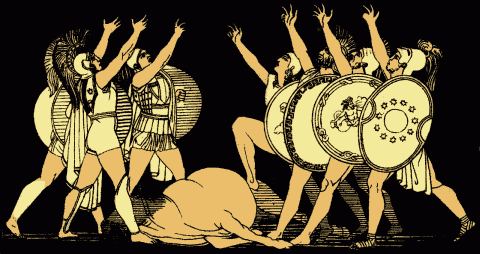
El jurament dels set cabdills (1897), inspirada en la tragèdia grega Els set contra Tebes. En aquesta obra, a la mort del rei Èdip, els seus dos fills Polinices i Etèocles han de regnar per torns però acaben lluitant per mantenir-se al regnat i finalment es maten mútuament. Els alts dignataris de la ciutat ofereixen un gran enterrament a un dels germans i el deshonor de no tenir-ne a l'altre, considerat traïdor per ells. Llavors la seva germana Antígona decideix donar-li a ell també una tomba decent, tot i que ho faci sola i al marge de la decisió dels governants de la ciutat: ekhous apiston ténd anarkhian polei.

Traduït al llenguatge contemporani, l'anarquia pot significar "absència de prejudicis", "absència de norma", "absència de jerarquia", "absència d'autoritat" o "absència de govern".
Els termes "anarquia" i "anarquista" van ser utilitzats en un sentit polític durant la Revolució francesa, amb una connotació negativa, relacionats amb els abusos per part de diverses faccions per a atacar els seus oponents. Així, tant els Enragés de l'extrema esquerra, que desconfiaven del poder excessiu, com Robespierre, que el buscava, van ser titllats d'anarquistes. Aquest sentit va canviar quan Pierre-Joseph Proudhon va publicar Què és la propietat? (1840), on es declara a si mateix anarquista i precisa què és el que entén per anarquia: «una forma de govern sense amo ni sobirà".
Una de les primeres definicions en català provenen del setmanari obrer valencià El Chornaler:
| « | [L'anarquia és] la negació de tota organisasió política, sivil, militar o relichiosa, es tota societat que estiga despojá de mando, de dominio o autoritat. | » |
| — "¿Qué es anarquía?", El Chornaler, València (29 desembre 1883), Citat a La sociedad libertaria, p. 16. | |   |

El terme "llibertari" (en francès, libertaire) va començar a ser utilitzat a França a la dècada de 1890, i amb el temps ha acabat esdevenint un sinònim d'anarquista. Als Estats Units libertarian va ser utilitzat en aquest mateix sentit fins als 1950 però en les darreres dècades s'ha estès l'ús d'aquest terme per a definir el llibertarisme, una filosofia extremament individualista i capitalista liberal que no és considerada anarquista ni pels seus adeptes ni pels anarquistes.
"Acràcia" i "àcrata" (del grec α-, a "sense", y κράτος, kratos "autoritat") s'utilitza com a sinònim d'"anarquia" i "anarquisme", tot i que els orígens etimològics tenen matisos diferents. El 1886 va començar la publicació de la revista Acracia, i des de llavors el terme "àcrata" ha estat utilitzat en diversos moments històrics, fins avui dia per exemple en el context del moviment okupa i l'anarcopunk.

## Història

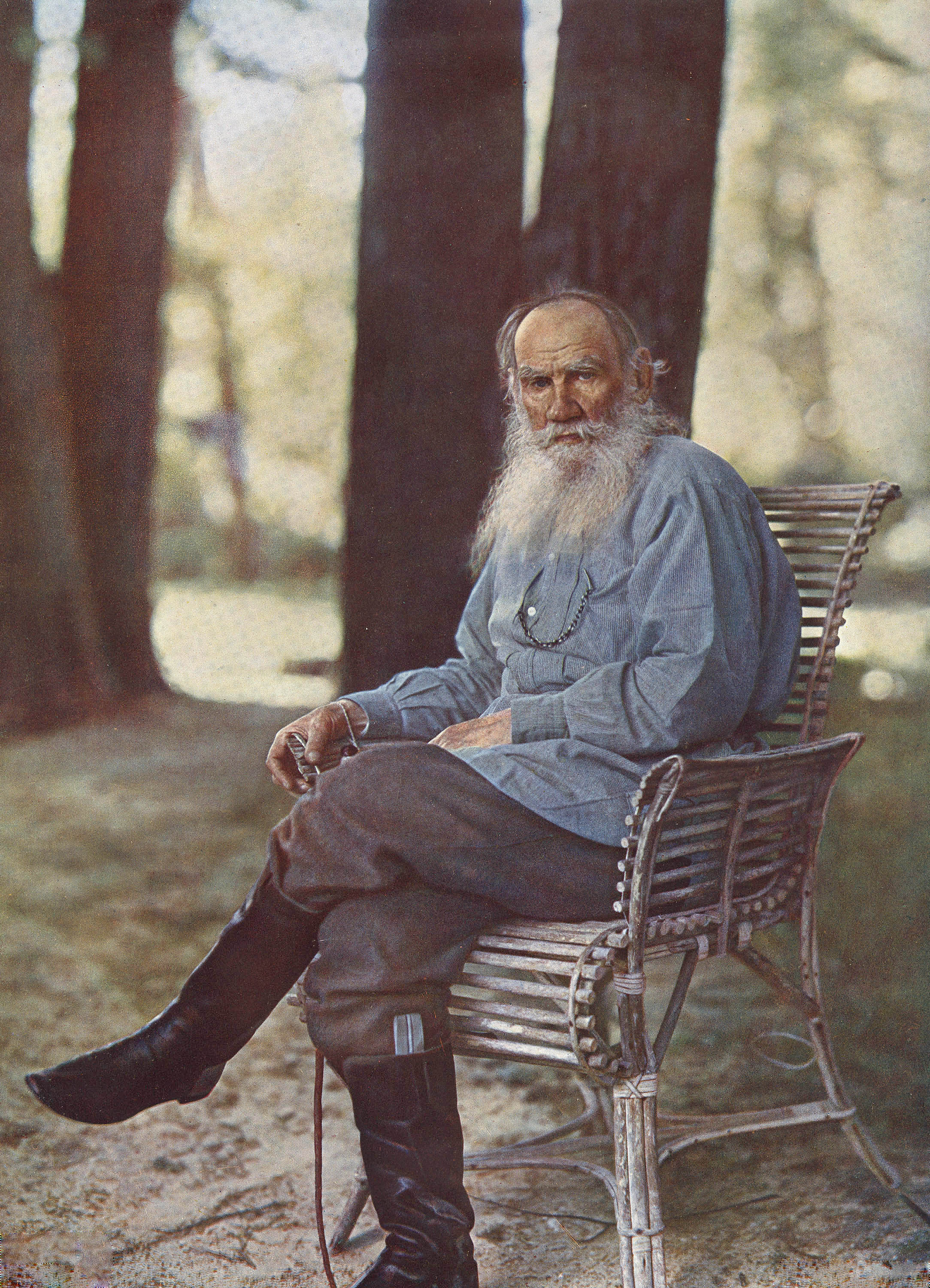
Lev Tolstoi, anarquista cristià, pacifista, reformador de l'educació i vegetarià.

### Antecedents
El primer referent del qual hi ha constància és Lao Tse i la definició del taoisme, oposats a l'estat i qualsevol mena d'autoritat imposada. A la Grècia Antiga, Zenó de Cítion va contraposar una concepció de comunitat lliure de govern a la utopia estatista de Plató. Alguns historiadors troben en el discurs i la figura de Jesús de Natzaret una gran presència de valors anarquistes.
A la història de les religions existeixen diversos moviments que rebutgen tota autoritat terrenal o espiritual i que confien en la llibertat absoluta per a actuar segons la seva fe. Aquestes sectes considerades per l'Església Catòlica com a herètiques eren sovint subjectes a la persecució i havien de buscar refugi en la clandestinitat i la conspiració. Les denominades heretgies manifestaven una actitud de revolt contra el dogma i l'autoritat establerts. Els seus principis es basaven més en un allunyament d'allò que trobaven corrupte i un recolliment en la puresa que no pas en un projecte de transformació social. Hi ha l'exemple dels Valdesos, que practicaven un culte a la pobresa. Altres sectes practicaven una mena de comunisme abolint la propietat individual.
En el marc del reformisme religiós i social del segle xvi a Europa, la primera presentació literària d'una societat igualitària és l'Utopia, de Thomas More (1516). Els anabaptistes són a vegades considerats precursors religiosos de l'anarquisme modern, destacant el teòleg i activista polític Thomas Müntzer, líder revolucionari durant la Guerra dels camperols alemanys en temps del Sacre Imperi Romanogermànic. El 1532 va ser escrita l'obra Gargantua i Pantagruel, de François Rabelais, on es descriu l'Abadia de Thélema com un lloc on els seus habitants viuen sense necessitat de govern, lleis o religió. També en aquesta època poden es identificar com a precursors de l'anarquisme a Étienne de La Boétie, així com al reformador protestant Gerrard Winstanley, fundador dels Igualitaris Autèntics, el qual va publicar un pamflet cridant a la propietat comunal i social, i una organització econòmica basada en petites comunitats agrícoles.
Jean-Jacques Rousseau no va ser anarquista, però sí que va influenciar als teòrics anarquistes, igual que els precursors d'altres moviments polítics. Rousseau descriu la noció del "noble salvatge": "L'home va néixer lliure i arreu es troba encadenat", escriu. La idea d'un món primigeni natural i feliç on les persones viuen en relacions de cooperació va inspirar profundament el pensament anarquista. Tot i que l'obra de Rousseau contribuiria a ideologies polítiques de fort caràcter estatal, les idees de bondat i innocència primitives i les seves teories d'educació racional gairebé no difereixen de les que més d'un segle més tard promourien anarquistes com Piotr Kropotkin o Francesc Ferrer.

### L'anarquisme al s.XVIII: inicis del moviment

#### Trencament amb el liberalisme a la Revolució Francesa
L'anarquisme modern té un origen comú amb el socialisme en la Revolució Francesa (1789-1799). Si bé aquesta va marcar el triomf del liberalisme sobre l'antic règim, també va fer palès que els principis polítics de "Llibertat, igualtat, fraternitat" no resolien per a la gran majoria una realitat marcada per l'esclavitud econòmica, la desigualtat social i la lluita de classes. François-Noël Babeuf i la Conspiració dels Iguals representen un sector radical que considera que la revolució ha quedat a mitges i que cal seguir lluitant perquè la llibertat política es tradueixi en igualtat social. La convicció que el ciutadà no pot ser lliure en una societat que no garanteixi la seva vida material marcarà l'oposició definitiva entre els liberals i els precursors del socialisme.
En el pla teòric, William Godwin estableix les primeres bases filosòfiques de l'anarquisme amb la seva obra justícia política (1793). "L'home és un ésser racional" és l'eix de la seva doctrina. Godwin considera que amb la raó i la saviesa les persones poden trobar solucions a tots els problemes socials. Per tant, afirma, res no pot impedir el lliure exercici de la raó. Godwin considera que l'Estat, justificat per la força, el dret diví o un contracte, s'oposa a la raó. "No oblidem mai que tot govern és un mal: que és l'abdicació del nostre propi judici i de la nostra consciència.", escriu. Godwin condemna també el dret, la propietat privada i el matrimoni pel fet d'estar arrelats en els costums i no en la raó, que obstaculitzen.
En el model social de Godwin cap d'aquestes eines de coerció existeix. El motor social és l'altruisme nascut de la necessitat d'ajuda mútua. La societat ha de ser fraccionada en petites societats on sigui possible la distribució equitativa de la propietat i la resolució directa de problemes, on es treballi per a cobrir necessitats i on l'adquisició de béns superflus estigui fora de lloc. En aquest model utòpic, els individus són lliures però a la vegada estan moralment subjectes al veredicte de la raó.

### L'anarquisme al s.XIX: conformació del moviment

#### Proudhon, l'anarquia positiva i el mutualisme

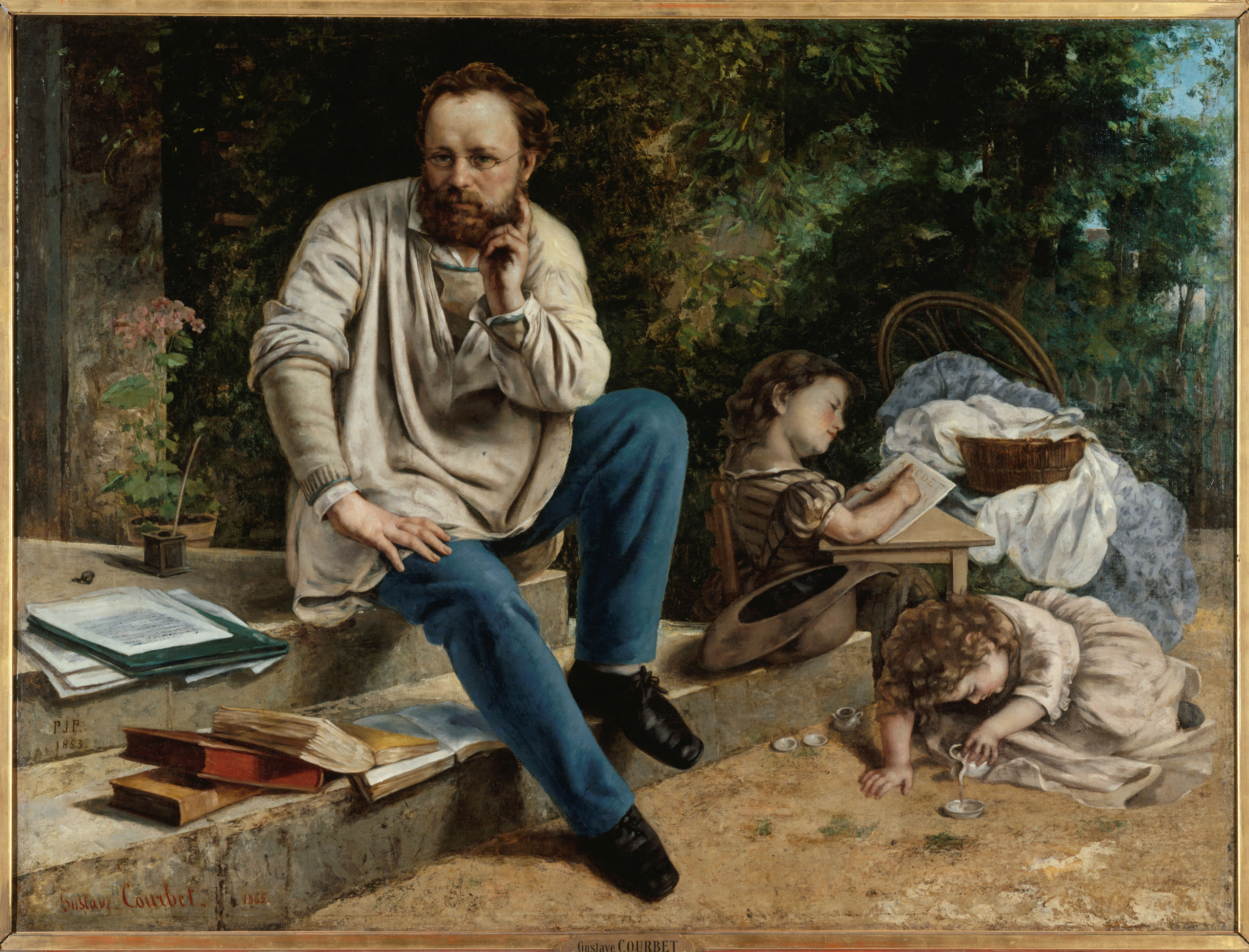
Pierre-Joseph Proudhon va ser el primer filòsof polític en autonomenar-se anarquista.

La primera formulació teòrica explícitament anarquista va ser desenvolupada per Pierre-Joseph Proudhon, en una època marcada per creixents tensions de classe com les revolucions de 1848. Fill d'un boter i una cuinera, Proudhon va néixer a Besançon el 1809 i, a diferència de molts líders revolucionaris, va tenir una vida humil, veïnal i marcada pels problemes bàsics de subsistència. Aquests condicionants es reflecteixen en la seva obra, més pràctica que intel·lectual, on la crida a la insurrecció es combina amb la defensa d'antics valors populars com la família.
El 1840 Proudhon publica l'opuscle "Què és la propietat?" i començarà a obtindre l'atenció pública. Allí escriu una frase que esdevindrà un pilar de l'anarquisme: "La propietat és el robatori".
| « | Tal autor ensenya que la propietat és un dret civil, originat per l'ocupació i sancionat per la llei; tal altre sosté que és un dret natural, la font del qual és el treball; i aquestes doctrines, tan oposades com semblen, són encoratjades, aplaudides. Jo trobo que ni el treball, ni l'ocupació, ni la llei poden crear la propietat; que aquesta és un efecte sense causa: sóc recriminable? Quina mà de murmuracions s'aixequen! — La propietat, és el robatori! Vet aquí el toc de sometent del 93! Vet aquí el xafarranxo de les revolucions! | » |
| — Proudhon, Pierre-Joseph. Qu’est ce que la propriété ? (en francès). Besançon: Viquitexts, 1840. (francès) | |   |

Segons aquesta visió, la transformació de recursos en propietat privada o col·lectiva és una injustícia. Proudhon defensa el dret a la possessió de béns en el sentit d'usdefruit per a satisfer les necessitats i com a estimulant per al treball.
Per a Proudhon l'economia basada en el treball és fonamental per a una societat justa i respectuosa amb les llibertats individuals. La política, en canvi, acaba comportant la imposició i està basada en la figura de l'Estat que, igual que la propietat, veu com a desproveït de tota base legítima. "El taller reemplaçarà el govern", escriu. "Fora partits, fora autoritat; llibertat absoluta de l'home i del ciutadà". Sota la seva definició d'"anarquia positiva", la llibertat és la generadora de l'ordre, i no a l'inrevés. Proudhon va ser un defensor del crèdit lliure i de l'intercanvi just, i va intentar crear un Banc del Poble amb una formulació similar a les cooperatives de crèdit.
Totes aquestes idees, que van comportar a Proudhon multes, empresonaments i l'exili, van ser posteriorment agrupades sota la denominació de mutualisme, oferint un pla concret d'acció a simpatitzants anarquistes.

#### Stirner assenta les bases de l'anarquisme individualista

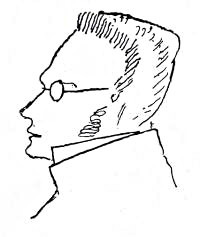
Caricatura de Max Stirner feta per Fiedrich Engels.

Max Stirner va ser contemporani a Proudhon i també va tenir un paper important en la definició de l'anarquisme en contraposició a l'emergent socialisme marxista. El filòsof alemany és el primer ideòleg de la tendència que amb el temps es denominarà anarquisme individualista, defensant la llibertat individual per sobre de tot.
Stirner havia coincidit amb Friedrich Engels i Bruno Bauer a Berlín, en un petit cercle intel·lectual hegelià conegut com El Cercle dels Lliures, on discutien sobre filosofia i la tensa actualitat política. En la seva obra L'Únic i la seva Propietat (1844), Stirner defineix el Jo com l'única realitat tangible i com a prioritat màxima de cadascú per a alliberar-se. Un cop l'individu ha superat totes les alienacions, llavors està en condicions per a l'associació lliure i satisfactòria amb altres individus. Sense aquest alliberament individual, afirma Stirner, en comptes d'associació hi ha la Societat que "et reclama com la seva propietat i fins i tot existeix sense tu". Pel que fa a l'Estat, Stirner el considera l'oposició del Jo: "L'Estat no té sinó un sol objectiu: limitar, domar, subjectar l'individu, subordinar-lo a alguna cosa «general»".
Amb el Jo com a única mesura, els fonaments de les societat convencionals es desplomen. "Quan els altres llancen el crit salvatge: «A baix el rei», Stirner hi afegeix tot d'una: «A baix també les lleis.»", escrivia Engels en vers. "Jo no exigeixo cap dret i per això no estic obligat a reconèixer-ne cap", afirmava el mateix Stirner. Ell volia conscienciar els proletaris que els poders opressors obtenen la força de la ignorància i la renúncia al paper de creadors sobirans dels oprimits. La revolta que Stirner proposa comença amb una revolta individual, interior. Mestre d'escola i traductor, angoixat pels problemes econòmics, Stirner no va tenir una vida revolucionària però el seu llegat va oferir un influent sistema filosòfic radical que no deixava pedra sobre pedra.

#### Bakunin i l'anarquisme conspiratiu

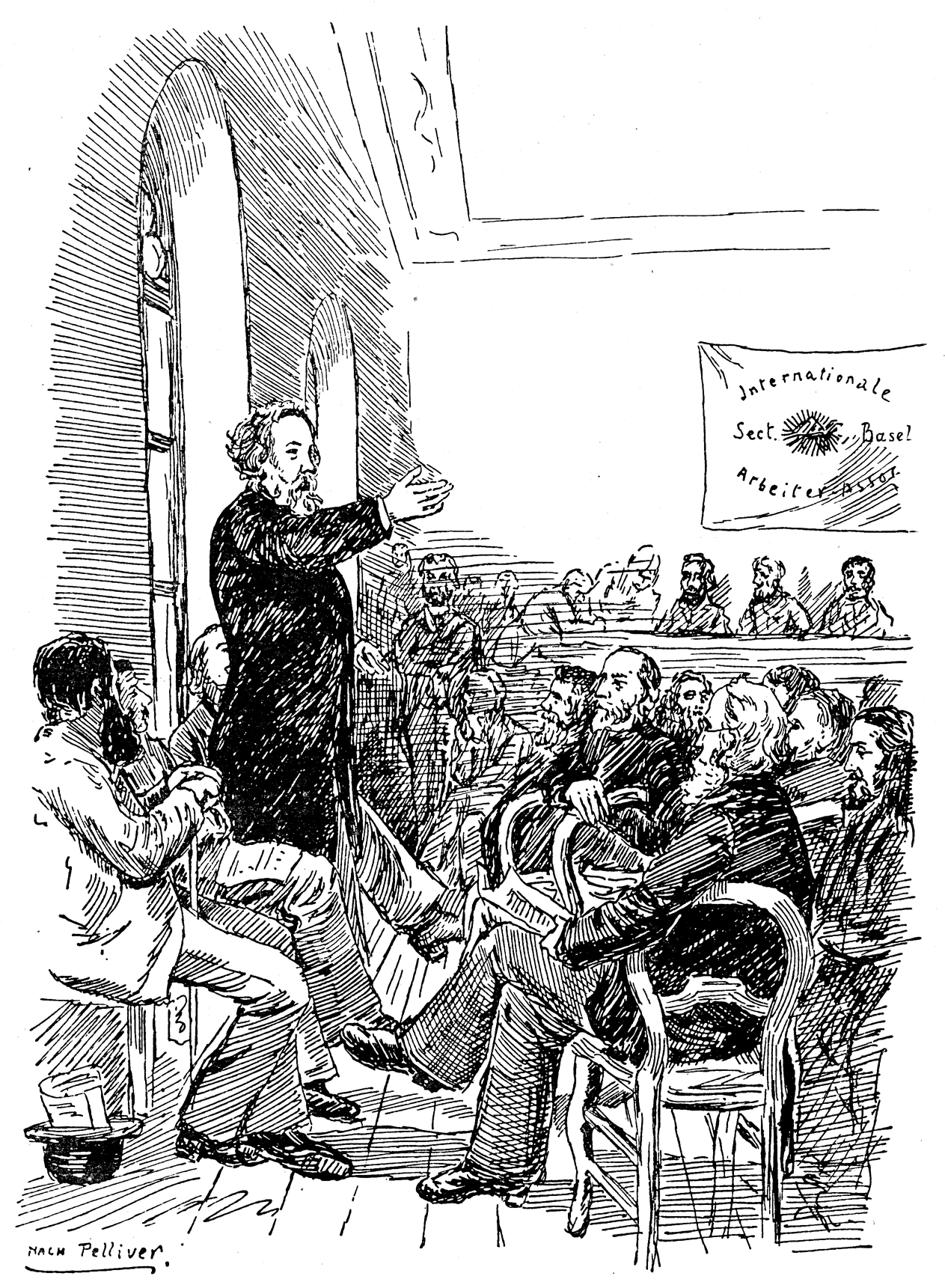
Bakunin adreçant-se als participants de la secció de Basilea de l'AIT, en una il·lustració de Rafael Farga i Pellicer.

Les bases de l'anarquisme revolucionari modern es van establir sota la forta influència del rus Mikhaïl Bakunin, paradigma del revolucionari fervorós, internacional, conspirador i instigador de revoltes. El 1876, quan Bakunin mor amb 62 anys, l'anarquisme té una ideologia, unes tàctiques i uns territoris d'implantació a l'Europa llatina que l'hi seran característics fins a la desfeta prèvia a la Segona Guerra Mundial. Els seus pronòstics sobre el socialisme autoritari, el comunisme d'estat i el potencial revolucionari de Rússia i els països agraris es van plasmar en la teoria i pràctica de les dictadures comunistes del segle xx. Els seus postulats sobre l'ús de la violència per a destruir l'ordre existent, dutes a terme per cèdules clandestines professionalment organitzades, han inspirat perpetradors i insurrectes de tota mena, tant en l'anarquisme com entre altres revolucionaris de tendències oposades com Lenin o Mussolini.
Llibertari convençut, el 1840 Bakunin viu a París i allà coneix tant a Proudhon com a Marx. Tot i compartir la base anarquista amb el primer, el que marcaria el destí de l'anarquisme i el comunisme va ser la relació amb el segon. Bakunin admirava i compartia tant el materialisme com l'aplicació del mètode científic a les teories socials com propugnava Marx, i també compartia la necessitat d'una estratègia de classe. La seva concepció de la propietat col·lectiva l'ubicava més a prop dels comunistes que dels mutualistes proudhonians. Un punt notable de discrepància era el convenciment dels marxistes que la revolució vindria de les societats industrials, com les d'Alemanya o Gran Bretanya: Bakunin propugnava que els camperols de Rússia, Polònia, Itàlia o Espanya eren socialistes sense saber-ho, i que una espurna despertaria allà les revolucions.
Segons Bakunin aquesta espurna seria literalment un esclat de violència. Mentre que altres sectors socialistes propugnaven la il·lustració de les classes populars com a via cap a l'emancipació, Bakunin afirmava que amb l'emancipació primer la il·lustració seria una conseqüència lògica. Quan es proposava l'ús de partits polítics per a conquerir el poder, Bakunin replicava que l'única manera de transformar les estructures opressores era destruint-les primer. En un context d'explotació i descontentament social, sostenia Bakunin, un sol grup d'activistes podria donar un cop al sistema que despertés una sublevació general.
Des de la formulació del Catecisme del Revolucionari i altres opuscles incendiaris escrits amb Sergey Nechayev en els 1860s, la justificació de la violència esdevindria la norma en un sector de l'anarquisme, i també propiciaria que atemptats diversos fossin adjudicats a anarquistes, a vegades justificadament, a vegades com a excusa per a reprimir el propi moviment obrer.

#### Trencament amb el socialisme a la Primera Internacional

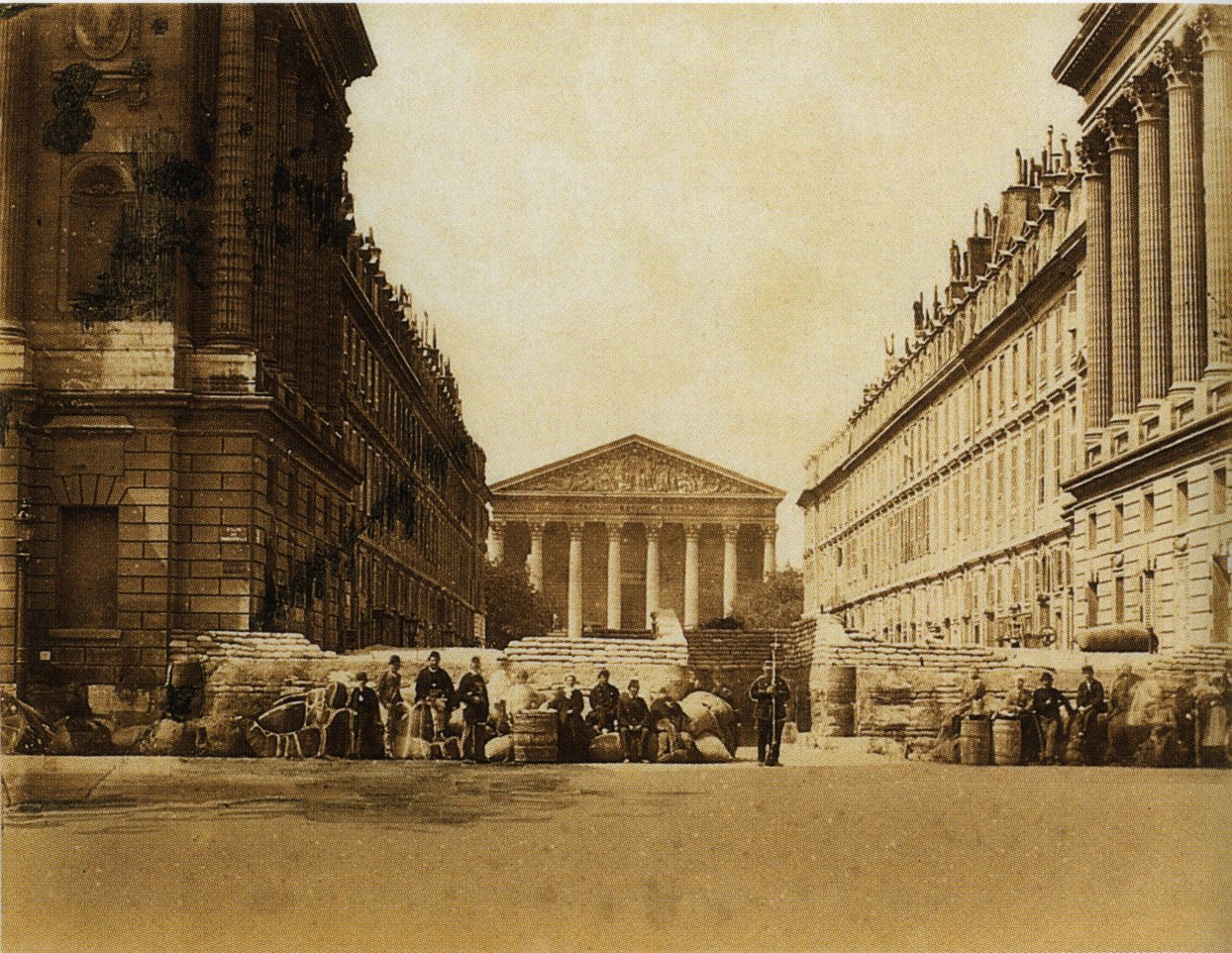
Barricada a la Comuna de París.

Amb uns orígens i adversaris comuns, anarquistes i socialistes van anar definint al llarg del segle xix les seves posicions pròpies, posant de manifest la seva incompatibilitat ideològica i estratègica a múltiples nivells. El trencament oficial es va produir en el si de l'Associació Internacional de Treballadors, coneguda com a Primera Internacional, una organització obrera sense precedents operativa entre el 1864 i el 1881.
Aquests van ser els principals punts de fractura, apuntats ja clarament en les respostes teòrica que Marx i Engels van presentar cap a les idees de Proudhon i Stirner:
- Individu o classe: per a l'anarquisme l'individu i les individualitats són el punt de partença a partir del qual es defineix la societat; per al socialisme el protagonisme correspon a la classe treballadora, dins la qual les individualitats són anivellades.
- Història: per a l'anarquisme hi ha valors permanents com la llibertat o al justícia, i el referent futur es troba en el passat natural, previ a les estructures polítiques de poder; per al socialisme cap valor transcendeix el materialisme històric, tot depèn del seu context històric, impulsat per una força dialèctica que no té marxa enrere.
- Política, economia, societat: l'anarquisme vol resoldre la qüestió social anteposant l'economia a la política, i abolint l'Estat; per al socialisme no hi ha separació entre política i economia, no hi ha moviment polític que no sigui social, i l'estratègia de lluita és la conquesta de l'Estat.

Més enllà dels debats ideològics, entre la creixent militància obrera d'ambdós moviments també es consolida la percepció que els aparents companys de lluita són de fet un perill potencial: els anarquistes veuen el socialisme com un nou opressor potencial, mentre que els socialistes veuen l'anarquisme com una trampa i un obstacle per a la classe obrera en el seu procés històric.
Un tema de debat intens a l'AIT va ser el de la propietat. Els denominats "mutualistes", influenciats per Proudhon, defensaven la propietat individual per a cobrir necessitats bàsiques, mentre que per als denominats "col·lectivistes" la necessitat bàsica és posar la terra sota el règim de propietat col·lectiva. La tesi col·lectivista triomfà en el congrés de l'AIT del 1868, però mentrestant el col·lectivisme havia arrelat també entre una bona part dels seguidors anarquistes i va trobar una veu pròpia amb Mikhail Bakunin.
Mentre l'AIT seguia evolucionant cap a postures clarament socialistes, els anarquistes es van aferrar en un aspecte fundacional de l'organització: el federalisme. Per a anarquistes com Bakunin o James Guillaume la idea de descentralització era cabdal i directament relacionada amb l'antiautoritarisme. El federalisme era també un aspecte important per a alguns socialistes de caràcter més llibertari com Eugène Varlin. En aquell temps, però, els seguidors de Marx es denominaven "comunistes autoritaris", apostaven per la centralització com a estratègia de lluita i estaven guanyant posicions dins l'AIT.
Després de moltes tensions, Bakunin i Guillaume van ser expulsats de l'AIT al congrés del 1872. Amb ells van marxar la resta d'organitzacions anarquistes, assenyalant una bifurcació definitiva en el moviment obrer.

#### L'anarquisme comunista

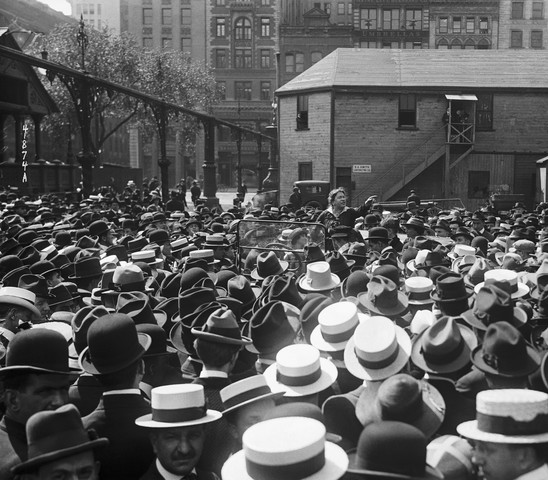
Emma Goldman adreçant-se als participants d'una manifestació.

Pyotr Kropotkin és el pensador més associat a aquesta posició, seguit d'Alexander Berkman, Emma Goldman i Errico Malatesta. Com els anarquistes col·lectivistes, els anarquistes comunistes creuen en la propietat comuna dels mitjans de producció. El que diferència aquestes dues postures és que, si els anarquistes col·lectivistes creuen que el treballador hauria de rebre un sou equivalent al temps dedicat al procés de producció, els anarquistes comunistes creuen que la compensació no depèn del temps dedicat a la producció, sinó de la necessitat del treballador en qüestió. És a dir, no és que un treballador tingui dret al producte del seu treball sinó que té dret a satisfer les seves necessitats. D'aquesta manera, cadascú donaria el millor de si mateix en el procés de producció i el producte total de la producció seria disponible per a tots sense cap mena de restricció. Aquest sistema econòmic implicaria l'abolició del diner i la implantació d'un sistema d'intercanvi lliure, on el valor de les coses dependria de la necessitat.
Amb el temps, però, el "fracàs" continuat de les vagues generals com a eina perquè es produís la revolució (entesa com a canvi immediat de les condicions de vida) va decebre molts obrers i intel·lectuals que donaren crèdit a les idees anarcocomunistes de Kropotkin i Malatesta, els quals advocaven per la violència ("propaganda pel fet") com a nova eina obrera: Efectivament durant l'últim terç del segle xix es produïren a Europa i els EUA milers d'atemptats més o menys organitzats i més o menys mortífers, però amb una gran transcendència social. Foren sonats, per exemple, els assassinats del president francès Sadi Carnot (1894), l'emperadriu Sissí (1898) i el president dels EUA William McKinley (1901), o a casa nostra atemptats com el del carrer de Canvis Nous de Barcelona durant una processó (1896) o la bomba del Liceu (1893).

### L'anarquisme al s.XX: transformació interna i expansió global

#### Anarcosindicalisme en elseglexx
La tradició anarcocol·lectivista va acabar generant un corrent renovat al tombant de segle: l'anarcosindicalisme. Fou decisiva la fundació el 1895 a Llemotges de la Confederació General del Treball francesa, i l'elaboració de la seva carta d'Amiens el 1906. Aquests fets tingueren repercussions mimètiques a tot Europa i Amèrica. Un dels sindicats més importants fou la Confederació Nacional del Treball (CNT) a Espanya a principis del segle xx, fundada el 30 d'octubre de 1910; aquest sindicat va ser clau per a la coordinació durant la Vaga de la Canadenca, una vaga revolucionària que va aconseguir la jornada laboral de 8 hores, col·locant a Espanya com a primer estat en aconseguir aquest dret històric.
El sector més teòric i organitzatiu de l'anarquisme va proposar a principis del segle xx, homogeneïtzar idees i organitzar-se (mirant de no caure en la contradicció de jerarquitzar-se) constituint la Internacional Anarquista a Amsterdam el 1907, però aquesta es va trobar amb l'inici de la Primera Guerra Mundial tan sols 7 anys després de la constitució, el 1914. Davant el nou context, les anarquistes van optar per prioritzar l'acció directa i el suport mutu davant l'exaltació dels nacionalismes (tant els feixistes de l'eix, com dels democràtics i republicans dels aliats). Uns nacionalismes que amagant-se en el discurs de l'interès nacional, sempre serveixen a unes elits. El que com assenyala també el treball de Karl Polanyi, estableix una relació de contacte directe entre el lliberalisme i el feixisme, en què hi ha un interès mutu, el de controlar a la població per mitjà de símbols i creences inqüestionables, ja sigui la puresa de sang o el mercat autorregulat.
En general, sembla que el moviment anarquista formalment organitzat com a força de xoc clara, es dissolgué internacionalment després de la Segona Guerra Mundial (1945). En aquests anys els moviments anarquistes es van anar transformant i incorporant en múltiples moviments de caràcter subversiu, antiautoritari, llibertari, etc. En són un clar exemple les accions empreses pels grups autònoms com del que en formava part en Lucio Urtubia a París.
Aquest caràcter mal·leable del moviment anarquista en les darreres dècades es pot observar des del moviment contracultural de la dècada del 1960, amb la Internacional Situacionista, amb el maig francès de 1968 i les seves revoltes estudiantils i de treballadores, així com en el corrent del Punk i en el moviment okupa; també en les protestes del moviment antiglobalització del 1999 en la Conferència de Seattle de l'Organització Mundial del Comerç (OMC), o en les protestes consecutives del G-8, i del Fòrum Econòmic Mundial; en moviments sindicalistes d'arreu del món, o moviments d'inspiració cristiana, islàmica, budista, entre d'altres religions, així com en moviments tant coneguts com l'aixecament zapatista a Chiapas, Mèxic al 1994.
Un dels punts forts de l'anarquisme davant la repressió institucionalitzada ha set la seva mal·leabilitat per a adaptar-se a noves formes i noves pràctiques. A l'estat espanyol es va donar una repressió cruenta durant els primers anys de la dictadura de Franco, dirigint els moviments anarquistes a la clandestinitat. Al 1973 es va desarticular el grup armat Movimiento Ibérico de Liberación (MIL), el que va provocar alhora la multiplicació dels grups autònoms Arxivat 2017-08-25 a Wayback Machine., que van estar en actiu durant una dècada més fins al 1984. Dins d'aquest període (1977) es va legalitzar la Confederació Nacional del Treball (CNT), fundada al 1910, i entre el 22 i el 25 de juliol del mateix 1977 se celebren les Jornades Llibertàries Internacionals a Barcelona, que foren una demostració de força impressionant, un punt de trobada i de festa anarquista que va reviure el rebombori de la Rosa de Foc; tant d'èxit va tenir aquesta sortida de la clandestinitat de la CNT que tot sembla indicar que les forces de l'estat van planejar un acte de terrorisme d'estat conegut com el cas Scala (1978), gràcies a un infiltrat de la policia en el sindicat. La versió oficial va devastar l'opinió pública de la CNT, i seguidament, a l'any 1979 es va crear la primera escissió: la Confederació General del Treball (CGT), i al 1996 es crea una altra escissió des de la CNT, la CNT Joaquim Costa Arxivat 2017-10-23 a Wayback Machine.; es pot considerar que aquest acte de terrorisme d'estat fou un èxit en la manipulació del pensament en una societat democràtica a través dels mitjans de (des)informació, com argumenta Noam Chomsky.

### L'anarquisme al s.XXI: l'anarquisme en constant moviment, anarquisme extramurs

#### Anarquismes contemporanis
En la dècada dels 2000 es consolida l'anarquisme a la xarxa, que es dona de manera paral·lela a l'explosió del món informàtic. Ràpidament aquesta eina és utilitzada per a crear xarxes a dins del moviment, el que genera una interrelació global instantània; en aquesta línia neix 4chan cap al 2000, a partir de la qual va sorgir el col·lectiu d'Anonymous, que s'identifica per la seva filosofia anarquista aplicada tant a la xarxa com al carrer.

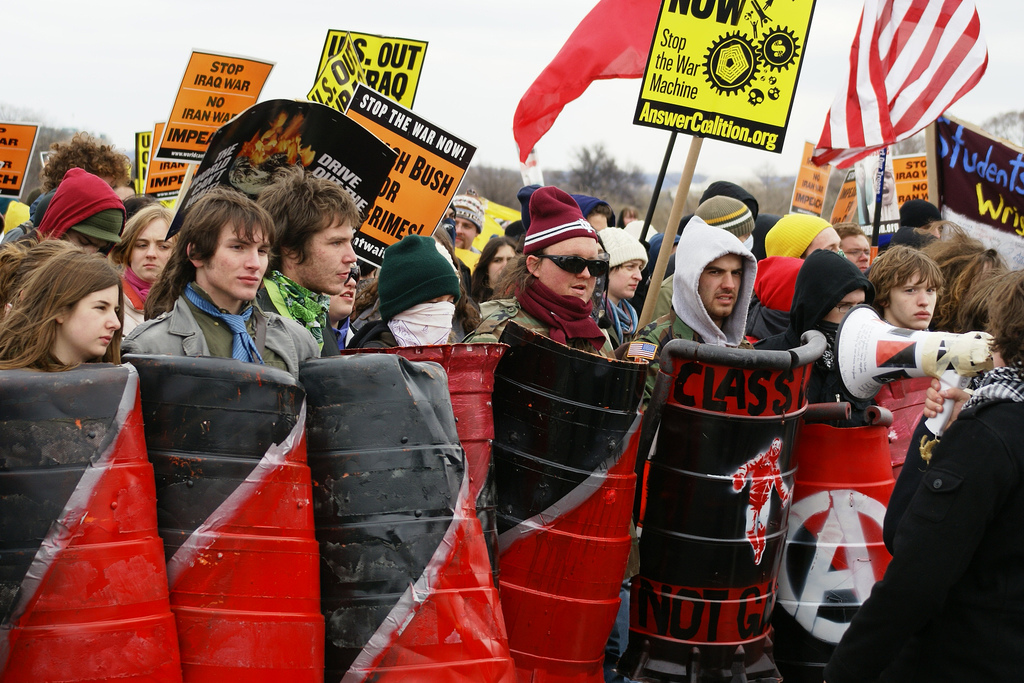
Estudiants en una protesta contra l'ocupació d'Iraq a Washington DC el 2007.

Arrel dels atemptats també molt qüestionats de l'onze de setembre de 2001, i la consegüent creuada per la democràcia d'EEUU, Anglaterra i Espanya sobre Irak, els moviments anarquistes, antiglobalització i antimilitaristes entre d'altres, es van impulsar de manera important. Al 2010 l'organització WikiLeaks va descodificar una gravació: Collateral Murder del Pentàgon sobre Irak, que mostra un assassinat indiscriminat per part de militars dels EUA en el qual van morir civils, entre ells dos reporters de guerra; aquest vídeo resulta ser la principal raó perquè el govern dels EUA iniciés la persecució encara en actiu de Julian Assange, un dels fundadors de WikiLeaks.
Des del front cultural, els anarquistes David Graeber (antropòleg) i Andrej Grubačić (historiador) han marcat una ruptura entre generacions "entre aquelles que encara no s'han desfet d'hàbits sectaris" del segle xix, i les activistes més joves que "estan molt més informats sobre coneixements tradicionals, feminisme, ecologia i cultura crítica", les quals han passat a formar en el segle xxi, "de lluny la majoria" de les anarquistes. També l'acadèmic anarquista Tomás Ibáñez ajuda a desenvolupar una concepció no sectària del que ha de ser l'anarquisme, a més d'explicar l'anarquisme extramurs com una tendència que no té perquè ser contraproduent per al mateix moviment:
| « | Es cierto que el anarquismo siempre ha desbordado los contornos bastante difusos del propio movimiento anarquista, sin embargo, su actual expansión fuera de él no sólo es mucho mayor que en el pasado, sino que también presenta aspectos un tanto diferentes. De hecho, ya no se trata de un desbordamiento de tipo esencialmente cultural como ocurría antaño, cuando algunos artistas e intelectuales manifestaban a veces su simpatía por las ideas libertarias. Hoy se trata de un desbordamiento que se produce en el mismo corazón de determinadas luchas protagonizadas por movimientos antagonistas que no se reclaman explícitamente del anarquismo. | » |
| — Ibáñez, Tomás. Anarquismos a contratiempo (en castellà). La Torre de Claramunt, Barcelona: Virus, 2016, p. 400. ISBN 978-84-92559-75-6. | |   |

S'ha de destacar també l'eminent treball de múltiples periodistes arreu del món, que desestabilitzen les bases sobre les que s'assenta la credibilitat del statu quo actual.

## Cos ideològic
L'anarquisme es pot considerar una filosofia política que advoca per societats sense estat sobre la base d'associacions lliures no jeràrquiques. L'antiautoritarisme és intrínsec a l'anarquisme i va ser un element clau de ruptura amb els promotors del socialisme marxista; aquesta confrontació ideològica ja es va posar de manifest al Congrés de Basilea, l'any 1869. L'anarquisme sosté que l'estat és indesitjable, innecessari o perjudicial, ja que per la seva natura sol atorgar gran quotes de poder sobre pocs individus, i porta a conflictes socials.
| « | Mai es pren el poder, sino que es el poder el que ens pren | » |
| — «Tomás Ibáñez: “Nunca se toma el poder, sino que es el poder quien nos toma”» (en castellà). La Marea, 29-06-2014. [Consulta: 5 novembre 2017]. |                                                            |   |

A més, també s'ha de tenir present que l'estat és una forma més d'organització social, és molt recent, i es lliga a l'imperialisme europeu. Mentre l'anti-estatisme és central, alguns argumenten que l'anarquisme implica oposar-se a l'autoritat o l'organització jeràrquica desmesurades en la conducció de les relacions humanes. Aquestes desmesures de poder es poden observar en tota relació social, ja vingui donada per estats i corporacions, ja siguin de caràcter personal, com el cas del maltractament en una parella, o l'abús d'autoritat en una petita associació.
Com a filosofia subtil i anti-dogmàtica, l'anarquisme es basa en molts corrents de pensament i estratègia. L'anarquisme no ofereix un cos fix de doctrina des d'una sola visió del món, sinó que fon i flueix com una filosofia. Hi ha molts de tipus i tradicions de l'anarquisme, no tots els quals són mútuament excloents. Les escoles anarquistes de pensament poden diferir fonamentalment, recolzant aproximacions tant diverses com l'individualisme extrem i el col·lectivisme. Les inclinacions de l'anarquisme sovint s'han dividit en les categories de social i individualista o similars classificacions duals, però el ventall d'inclinacions és molt més ric i divers, i el nexe d'unió és sempre la lluita en contra de la dominació, per construir una societat més lliure, i que combina l'acció teòrico-pràctica. L'anarquisme es considera sovint una ideologia de l'ala esquerra radical, però que en el fons resulta ser una ideologia que es fonamenta en la lluita per al dret a la vida, en totes les seves manifestacions i variants. Molta de l'economia anarquista i filosofia legal de l'anarquisme reflecteixen interpretacions anti-autoritàries del comunisme, col·lectivisme, sindicalisme, mutualisme, o d'economia participativa.

### L'acció directa

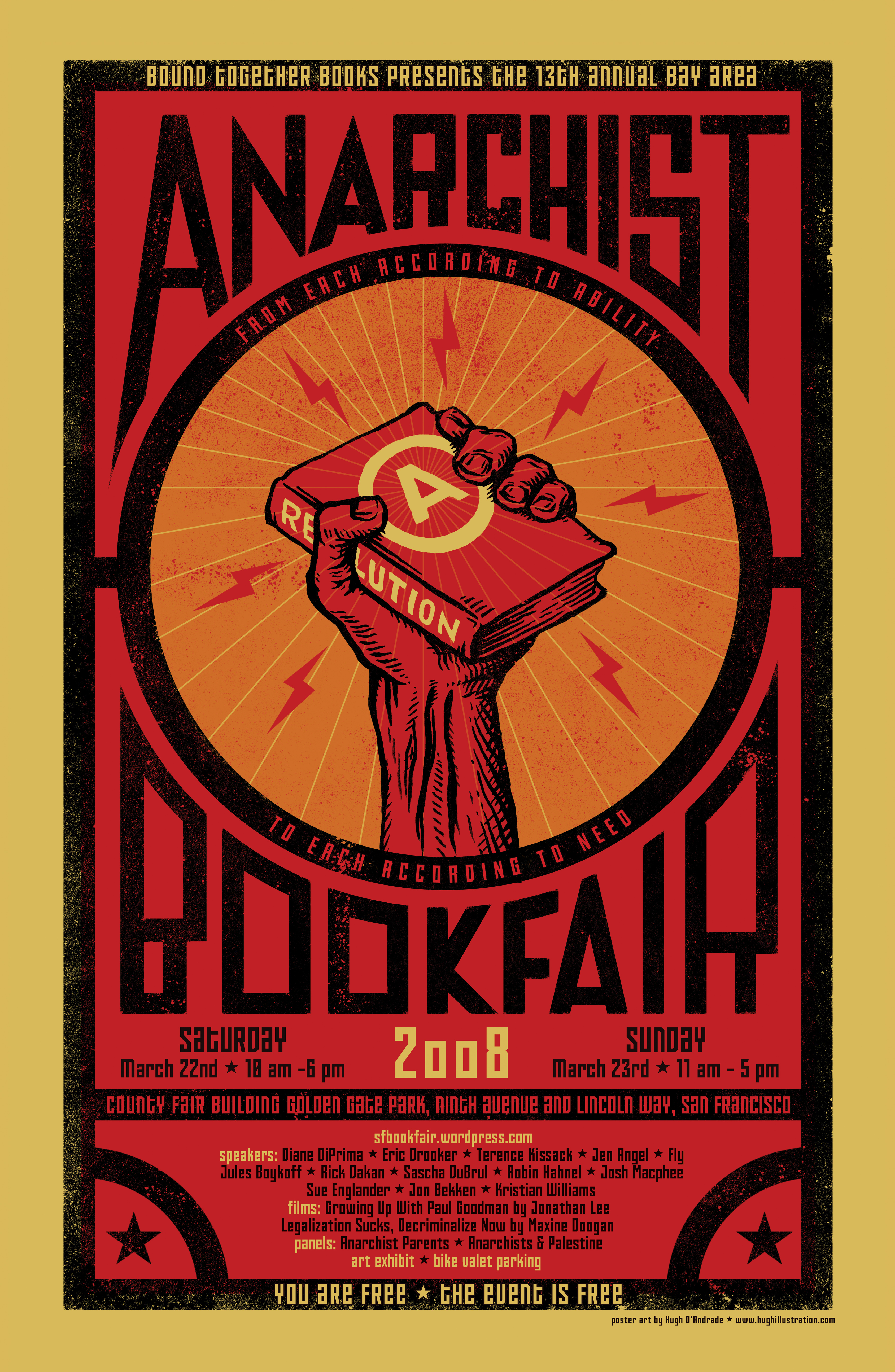
Cartell de la Fira del Llibre Anarquista de San Francisco el 2008.

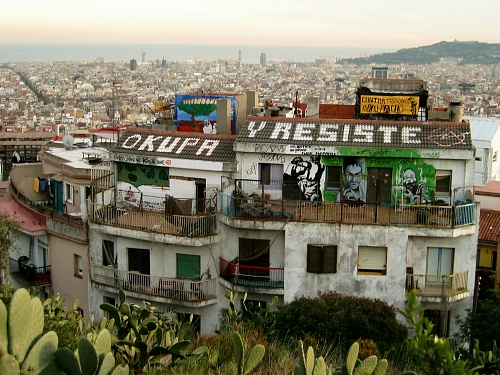
Edifici okupa a Barcelona.

En l'anarquisme clàssic, el rebuig comú cap a l'Estat i tota forma d'autoritat o jerarquia (com pot ser la divisió entre dirigents i dirigits en un sindicat) implica el seguiment d'estratègies similars (excepte quan això implica un judici de valor sobre la propietat privada). Aquí és on es troba la diferència fonamental entre l'anarquisme clàssic i el marxisme; si els dos corrents volen arribar a una societat lliure i igualitària, el marxisme proposa l'ús de l'Estat per la classe obrera com a transició, mentre que l'anarquisme rebutja aquesta estratègia amb l'argument que aquesta transició no és necessària i sobretot expressant el perill d'una dictadura a mans d'una nova elit.
Acció directa és el nom que rep l'estratègia anarquista, basada en el rebuig de tot sistema provinent de l'Estat com la democràcia representativa, tota negociació amb la patronal, tot sistema burocràtic, i en alternatives com l'autogestió, l'educació llibertària, la desobediència civil i, en alguns casos, la violència.

### Pedagogia llibertària
L'educació és un pilar fonamental de la lluita antiautoritària. El moviment anarquista usa l'educació per tractar de construir l'individu lliurepensador, conscient, i crític que sia capaç de construir la futura societat anarquista. Mitjançant molts de recursos com ateneus llibertaris, publicacions periòdiques, edició i difusió de texts, creació d'alternatives educatives a les establertes, etc.

### Antiautoritarisme
L'antiautoritarisme és l'oposició a l'autoritarisme, és a dir, a allò que es defineix com concentració de poder en un líder o en una elit, o la doctrina que defensa l'absolutisme en el govern, com en les autocràcies, en el despotisme, les dictadures i en el totalitarisme. Alguns anarquistes anomenen als marxistes "socialistes autoritaris", ja que el marxisme propugna la creació d'un Estat proletari que duria a terme la revolució.

### Autogestió
L'autogestió és la gestió directa d'una organització pels seus propis membres. En el cas d'una empresa, els seus treballadors són propietaris per parts iguals i alhora empresaris, compartint riscos i alhora beneficis. Les decisions són preses normalment a través d'un sistema de democràcia directa o en un marc de consens a través d'assemblees.

### Federalisme
Per tal d'impedir la concentració de poder i assegurar l'autonomia dels diferents sectors de la societat (assemblees de treballadors, per exemple) sense comprometre la cooperació i la solidaritat entre aquests sectors, els anarquistes utilitzen pràctiques federalistes. Els diferents sectors de la societat cooperen com a iguals per voluntat pròpia, podent abstenir-se en qualsevol moment de cooperar.

### Desobediència civil
Per tal d'afeblir l'autoritat de l'Estat, els anarquistes proposen ignorar sistemàticament les lleis que els diferents governs imposin, guiant-se només per l'estricta ètica personal o col·lectiva. A llarg termini, això hauria de suposar la inviabilitat de l'aparell repressiu de l'Estat, i la seva dissolució.
La desobediència civil implica accions no-violentes i coordinades amb el màxim nombre de persones possible, amb l'objectiu de què l'Estat es vegi desbordat a l'hora de reprimir a les masses.
Aquesta forma de lluita també es proposada per altres moviments, de caràcter pacifista, per tal d'aconseguir determinats drets individuals o col·lectius.

### Nihilisme
El nihilisme és una postura filosòfica consistent en la negació de tot principi, autoritat o dogmatisme. No obstant, hem de tenir en compte les diferències entre estes actituds per tal com l'acostament d'anarquistes cap a propostes nihilistes suposa una diferenciació amb l'anarquisme clàssic, més pròxim al pensament il·lustrat. El nihilisme s'oposa al materialisme històric i a qualsevol visió lineal de la Història, la qual cosa suposa una ruptura amb l'anarquisme més pròxim a l'anàlisi historicista de Karl Marx. També nega que la Història tinga un objecte, propòsit o fi superior a què hem d'encaminar-nos.
Una de les conseqüències més profundes és el distanciament de l'anarquisme de les idees que propugnaven que el progrés científic encamina a la societat cap a una millora de les condicions de vida (o inclús cap a un socialisme llibertari). Estes ruptures trobarien els seus expressions més clares en el primitivisme, que critica durament el progrés científico-tècnic i aposta per un futur primitiu; l'insurreccionalisme, que arreplega l'herència vitalista i lúdica del nihilisme, emfasitzant la importància de la insurrecció enfront de la revolució i apostant per formes d'organització informal i per la recerca i consecució dels desitjos com a fi de la rebel·lió, la desobediència i la lluita; i els defensors de la igualtat animal, que rebutgen les idees humanistes i col·loquen els humans a la mateixa altura que la resta d'animals "no humans".
També s'ha associat l'anarquisme a actituds nihilistes (habitualment passives o destructives, ben diferenciades del nihilisme positiu) per mitjà del fenomen punk. Esta associació sol ser més estètica, superficial (la simbologia anarquista és habitual entre els partidaris d'esta subcultura), que teòrica o pràctica.

### No violència
Segons els anarquistes l'estat o qualsevol institució que ostenta poder engendra violència, a causa del fet que aquells que ostenten el poder són els que coarten la llibertat dels altres individus. La convicció de què l'ús de la violència suposa repetir patrons de poder i autoritat els duu a rebutjar qualsevol tipus de violència i proposen altres tipus de lluita. En l'actualitat la majoria estan vinculats a moviments pacifistes. L'anarcopacifisme milita particularment pel pacifisme.
L'anarquisme s'associa a la no-violència enfront de les persones i del medi ambient. Per això i modernament alguns anarquistes són ecologistes, anti-taurins o animalistes en general, o vegetarians (també per una qüestió de sostenibilitat). D'altra banda, a inicis del segle xx, molts vegetarians van recolzar l'anarquisme.

## Escoles de pensament anarquista
Categoria principal: Escoles de pensament anarquista
El nombre d'escoles de pensament anarquistes és molt elevat, degut principalment a la llibertat formal associada a la teoria i la pràctica llibertària. Totes compartixen la idea comuna que una societat pot existir pacíficament sense estructures jeràrquiques, basant-se en la llibertat de l'individu per damunt de les institucions —estatals o privades— i dels seus organismes i oposant-se per tant a qualsevol forma de govern forçat.
Les escoles de pensament anarquistes s'han agrupat generalment en dues grans tradicions històriques, l'anarquisme individualista i l'anarquisme social, amb orígens, valors i evolució diferents. La branca individualista de l'anarquisme posa l'accent en la llibertat negativa, és a dir, en l'oposició a l'estat o al control social sobre l'individu; en canvi, la branca social emfatitza la llibertat positiva de satisfer el potencial de cadascú i argumenta que els humans tenen necessitats que la societat hauria de satisfer, "reconeixent la igualtat de drets". En un sentit cronològic i teòric, hi ha corrents clàssics —aquells creats durant el segle xix— i postclàssics o contemporanis —els creats a partir de la segona meitat del segle xx.
Més enllà de les especificitats de les seves escoles de pensament, l'anarquisme filosòfic encarna la posició teòrica que l'estat no té legitimitat moral sense acceptor l'imperatiu de la revolució per a eliminar-lo. Com a component especialment important en l'anarquisme individualista, l'anarquisme filosòfic pot acceptar l'existència d'un estat mínim com un "mal necessari" desafortunat, i en general temporal, però argumenta que els ciutadans no tenen l'obligació moral d'obeir-lo quan les seves lleis entren en conflicte amb l'autonomia individual.
Com a reacció contra el sectarisme en l'entorn anarquista, l'"anarquisme sense adjectius" fa una crida a la tolerància. Va ser adoptat en primer lloc per Fernando Tarrida del Mármol el 1889, com a resposta als "debats amargs" de la teoria anarquista d'aquell moment. A l'abandonar els anarquismes amb guió (és a dir, anarco-col·lectivisme, -comunisme, -mutualisme i -individualisme), buscava posar l'èmfasi en el pensament antiautoritari comú a tots els corrents anarquistes.
Entre els corrents clàssics trobem el comunisme llibertari, l'anarquisme col·lectivista, el mutualisme i l'anarquisme individualista. Malgrat que aquests corrents compten amb major rellevància històrica, n'han sorgit recentment d'altres com el postanarquisme o l'insurreccionalisme, entre d'altres. A més, les tendències clàssiques dins de l'anarquisme s'han vist actualitzades amb propostes provinents d'altres moviments com el situacionisme o l'autonomia obrera.

### Escoles de pensament clàssiques

#### Mutualisme

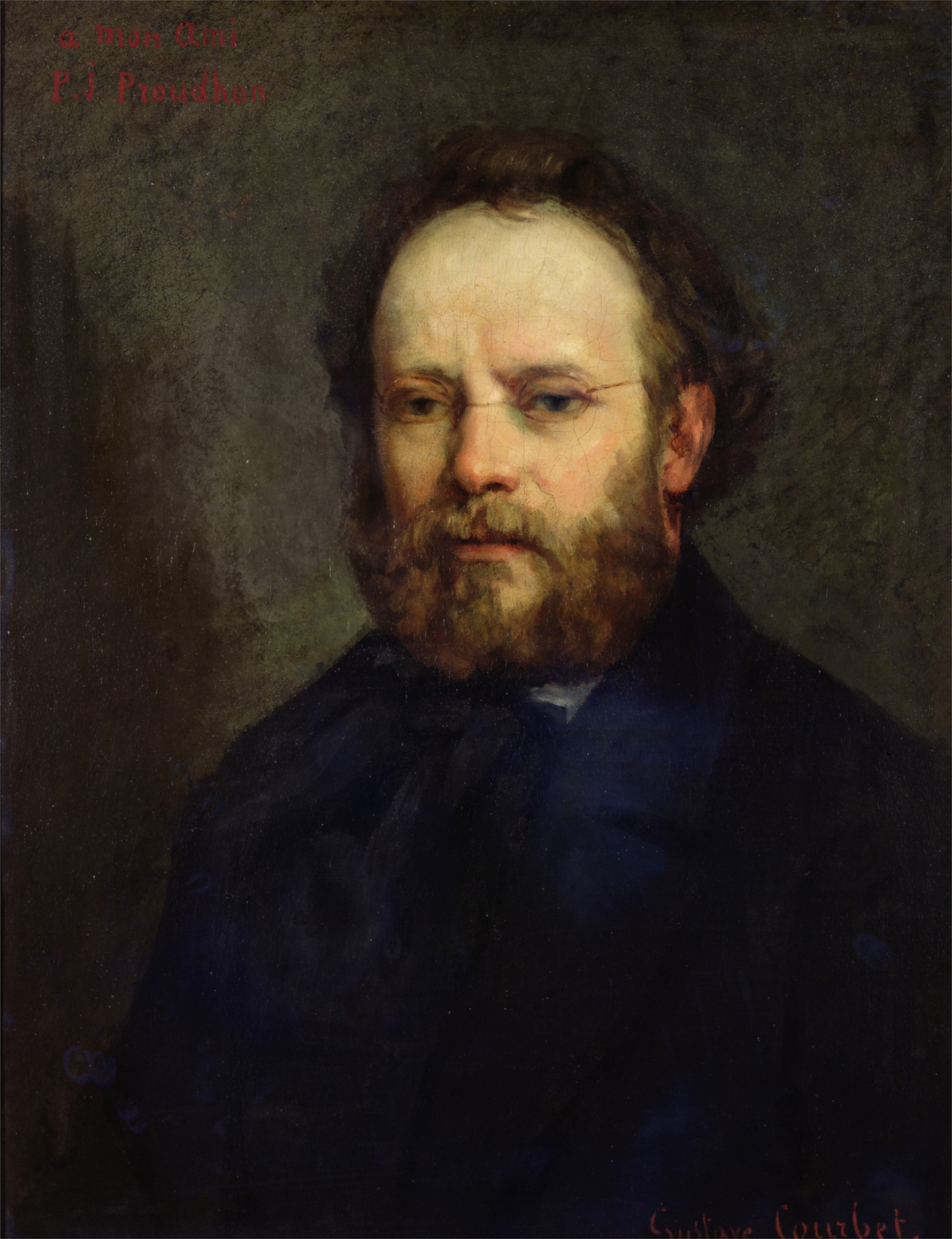
Retrat del filòsof Pierre-Joseph Proudhon (1809–1865) de Gustave Courbet. Proudhon fou el primer proponent del mutualisme anarquista, i influencià molts pensadors anarquistes posteriors, tant individualistes com socials.

El mutualisme s'inicià dins dels moviments obrers anglès i francès del segle xviii, per després prendre una forma anarquista associada amb Pierre-Joseph Proudhon a França i a d'altres als Estats Units. Proudhon proposava l'ordre espontani, en què l'organització emergeix sense autoritat central, una "anarquia positiva" on apareixia l'ordre quan tothom fa "allò vol i només allò que ell vol" i on "les transaccions comercials per produeixen si soles l'ordre social". És important reconèixer que Proudhon distingia entre les possibilitats polítiques ideals i el govern pràctic. Per aquesta raó, i en gran contrast amb algunes de les seves declaracions teòriques relatives a l'autogovern espontani, Proudhon s'involucrà molt en la política parlamentària francesa i es va aliar no amb les faccions anarquistes dels moviments de treballadors sinó amb les socialistes i, a més de defensar privilegis protegits per l'estat per a les cooperatives propietat dels treballadors, va promoure algunes nacionalitzacions durant la seva vida de servei públic.
L'anarquisme mutualista es basa en la reciprocitat, la lliure associació, el contracte voluntari, la federació, i el crèdit i la reforma monetària. D'acord amb el mutualista estatunidenc William Batchelder Greene, en el sistema mutualista cada treballador rebria "el pagament just i exacte per a la seva feina; els serveis de cost equivalent serien bescanviables entre ells, sense lucre ni descomptes". El mutualisme s'ha caracteritzat retrospectivament com ideològicament situat entre les formes individualistes i col·lectivistes de l'anarquisme. Proudhon va caracteritzar el seu objectiu com una "tercera forma de la societat, la síntesi del comunisme i la propietat".

#### Anarquisme individualista
L'anarquisme individualista engloba diverses tradicions de pensament dins del moviment anarquista que posen l'accent en l'individu i la seva voluntat per sobre de qualsevol tipus de condicionants externs, com els grups, la societat, les tradicions i els sistemes ideològics. L'anarquisme individualista no és una única filosofia sinó que inclou un grup de filosofies individualistes que de vegades estan en conflicte.
El 1793 William Godwin, sovint referit com el primer anarquista, va escriure justícia política, considerada per alguns com la primera expressió de l'anarquisme. Godwin, un anarquista filosòfic, s'oposava a l'acció revolucionària des d'una base racionalista i utilitària, i veia un estat mínim com un "mal necessari" contemporani que esdevindria cada vegada més irrellevant i mancat de poder gràcies a l'extensió gradual del coneixement. Godwin va defensar l'individualisme i va proposar que tota la cooperació en el treball fos eliminada sota la premissa que això seria més encaminat al bé general.
Una forma de l'anarquisme individualista que ha tingut gran influència, anomenada "egoisme" o anarquisme egoista, la va exposar un dels defensors més primerencs i coneguts de l'anarquisme individualista, l'alemany Max Stirner. El seu llibre L'Únic i la seva Propietat (en alemany Der Einzige und sein Eigentum), publicat el 1844, és un text fundacional d'aquesta filosofia. Segons Stirner, l'única limitació als drets de la persona és el seu poder per obtenir el que volen, sense tenir en compte a Déu, l'estat o la moral. Per Stirner, els drets eren fantasmes en la ment, i sostenia que no existeix la societat sinó que "les persones són la seva realitat". Stirner defensava l'autoafirmació i preveia associacions d'egoistes (associacions no sistemàtiques que es renovaven contínuament pel suport de totes les parts a través d'un acte de voluntat), que Stirner proposava com una forma d'organització en lloc de l'estat. Els anarquistes egoistes argumenten que l'egoisme fomentarà la unió genuïna i espontània entre els individus. L'"egoisme" ha inspirat moltes interpretacions de la filosofia de Stirner. Va ser redescobert i promogut pel filòsof anarquista alemany i activista LGBT John Henry Mackay.
Josiah Warren es considera àmpliament com el primer anarquista estatunidenc, i el setmanari de quatre pàgines que va editar durant el 1833, The Peaceful Revolutionst, va ser el primer periòdic anarquista publicat. Segons l'historiador anarquista estatunidenc Eunice Minette Schuster: "És evident... que l'anarquisme proudhonià es troba als Estats Units almenys tan aviat com el 1848 i que no era conscient de la seva afinitat amb l'anarquisme individualista de Josiah Warren i Stephen Pearl Andrews… William B. Greene va presentar aquest mutualisme proudhonià en la seva forma més pura i sistemàtica". L'estatunidenc Henry David Thoreau (1817-1862) va ser una important influència primerenca de l'anarquisme individualista dels Estats Units i Europa. Thoreau era escriptor, poeta, naturalista, opositor dels impostos, crític del desenvolupament, topògraf, historiador, filòsof i líder transcendentalista. Se'l coneix sobretot pels seus llibres Walden, una reflexió sobre la vida simple en un entorn natural, i el seu assaig La desobediència civil, una argumentació a favor de la resistència individual al govern civil en oposició moral a un estat injust. Més tard Benjamin Tucker fusionaria l'egoisme de Stirner amb l'economia de Warren i Proudhon en la seva influent publicació eclèctica Liberty.
A partir d'aquestes primeres influències, l'anarquisme individualista va atraure a diferents països un petit però divers seguiment d'artistes i intel·lectuals bohemis, defensors de l'amor lliure i els mètodes anticonceptius, naturistes individualistes, lliurepensadors i activistes anticlericals, així com joves anarquistes fora de la llei en el que es va conèixer com il·legalisme i expropiació individual. Entre aquests escriptors i activistes s'incloïen Oscar Wilde, Emile Armand, Han Ryner, Henri Zisly, Renzo Novatore, Miguel Giménez Igualada, Adolf Brand i Lev Chernyi, entre d'altres.

#### Anarquisme social
L'anarquisme social proposa un sistema amb la propietat comuna dels mitjans de producció i control democràtic de totes les organitzacions, sense cap autoritat governamental o coerció. És l'escola de pensament més gran de l'anarquisme. L'anarquisme social rebutja la propietat privada, en veure-la com una font de desigualtat social (sense perdre el respecte a la propietat personal), i posa l'accent en la cooperació i l'ajuda mútua.

##### Anarquisme col·lectivista
L'anarquisme col·lectivista, també anomenat "socialisme revolucionari", és una forma revolucionària de l'anarquisme, típicament associada amb Mikhail Bakunin i Johann Most. Els anarquistes col·lectivistes s'oposen a qualsevol propietat privada dels mitjans de producció, defensant que la propietat ha de ser col·lectivitzada. Això s'aconseguiria mitjançant la revolució violenta, que començaria amb un petit grup cohesionat, a través d'actes de violència, o propaganda pel fet, que inspiraria el conjunt dels treballadors a la rebel·lió i a la col·lectivització forçosa dels mitjans de producció.
No obstant això, la col·lectivització no s'havia d'estendre a la distribució dels ingressos, ja que els treballadors rebrien un sou d'acord amb el temps treballat, en lloc de rebre els béns distribuïts "segons la necessitat", com en l'anarcocomunisme. Els anarcocomunistes criticaven aquesta posició perquè "defensa el sistema de salaris". L'anarquisme col·lectivista va sorgir contemporàniament amb el marxisme, però es va oposar a la dictadura del proletariat, malgrat el declarat objectiu marxista d'una societat sense Estat col·lectivista. Les idees anarquistes, comunistes i col·lectivistes no són mútuament excloents; tot i que els anarquistes col·lectivistes defensaven una compensació pel treball, alguns sostenien la possibilitat d'una transició postrevolucionària cap a un sistema comunista de distribució segons les necessitats.

##### Comunisme llibertari

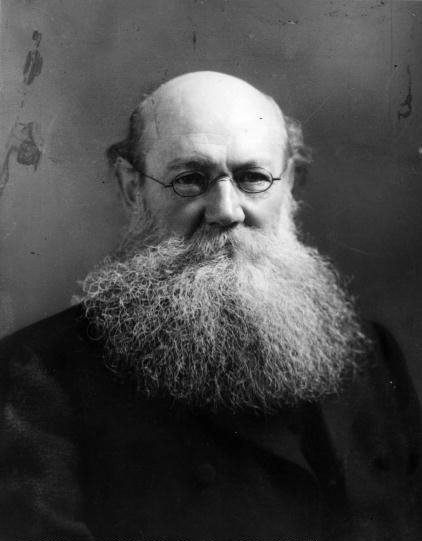
El teòric rus Piotr Kropotkin (1842–1921), que fou influent en el desenvolupament del comunisme llibertari.

El comunisme llibertari (també conegut com a anarcocomunisme, anarquisme comunista o de vegades com a comunisme lliure) és una teoria de l'anarquisme que propugna l'abolició de l'estat, els mercats, els diners, la propietat privada (tot i respectar la propietat personal) i el capitalisme a favor de la propietat comunitària dels mitjans de producció, la democràcia directa i una xarxa horitzontal d'associacions voluntàries i consells de treballadors amb la producció i el consum basats en el principi rector "de cadascú segons la seva capacitat, a cadascú segons la seva necessitat"
Algunes formes de comunisme llibertari com l'anarquisme insurreccionalista estan fortament influenciades per l'egoisme i l'individualisme radical, i creuen que el comunisme llibertari és el millor sistema social per a l'exercici de la llibertat individual. La majoria dels anarcocomunistes veuen el comunisme llibertari com una forma de reconciliar l'oposició entre l'individu i la societat.
El comunisme llibertari es va desenvolupar a partir dels corrents socialistes radicals després de la revolució francesa però va ser formulat per primera vegada com a tal en la secció italiana de la Primera Internacional. El treball teòric de Piotr Kropotkin va prendre importància més endavant, ja que va ampliar i desenvolupar seccions a favor i en contra de l'organitzacionalisme. Fins al dia d'avui, els exemples més coneguts d'una societat comunista llibertària (és a dir, creada al voltant de les idees tal com existeixen avui en dia i que assolí atenció i coneixement en tot el món) són els territoris anarquistes durant la revolució espanyola i el Territori Lliure durant la revolució russa. A través dels esforços i la influència dels anarquistes espanyols durant la revolució espanyola dins de la Guerra Civil espanyola, a partir de 1936 el comunisme llibertari existia en la major part d'Aragó, parts del País Valencià i Andalusia, així com en la robusta Catalunya anarquista abans de ser aixafat per les forces combinades del règim franquista que va guanyar la guerra, Hitler, Mussolini, la repressió del Partit Comunista espanyol (recolzat per l'URSS), així com pels bloquejos econòmics i d'armament dels països capitalistes i de la mateixa República Espanyola. Durant la Revolució Russa, anarquistes com Nestor Makhno van treballar per crear i defensar —a través de l'Exèrcit Revolucionari d'Insurrecció d'Ucraïna— el comunisme llibertari en el Territori Lliure d'Ucraïna a partir de 1919, abans de ser conquerit pels bolxevics el 1921.

##### Anarcosindicalisme

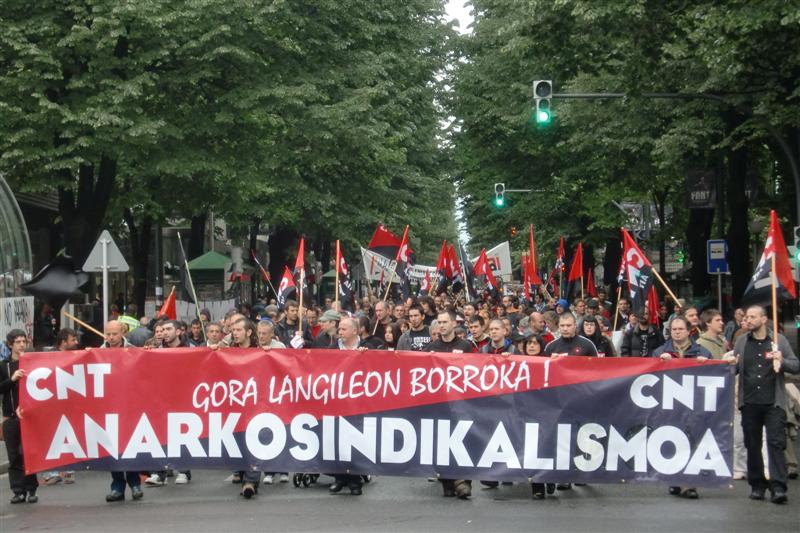
Manifestació del Primer de Maig del sindicat anarcosindicalista CNT a Bilbao el 2010.

L'anarcosindicalisme és una branca de l'anarquisme que se centra en el moviment obrer. Els anarcosindicalistes veuen els sindicats com una força potencial per al canvi social revolucionari, reemplaçant el capitalisme i l'estat per una nova societat democràticament autogestionada pels treballadors. Els principis bàsics de l'anarcosindicalisme són la solidaritat, l'acció directa i l'autogestió.
Els anarcosindicalistes creuen que només l'acció directa —és a dir, l'acció que es concentra directament en la consecució d'un objectiu, en lloc de l'acció indirecta, com ara l'elecció d'un representant a una posició en el govern— permetrà els treballadors d'alliberar-se. A més, els anarcosindicalistes creuen que les organitzacions de treballadors (les organitzacions que lluiten contra el sistema salarial i que, en la teoria anarcosindicalista, eventualment constituirien la base de la nova societat) han de ser autogestionades. No haurien de tenir caps o "agents comercials", sinó que els treballadors han de poder prendre totes les decisions que els afecten a ells mateixos. Rudolf Rocker va ser una de les veus més populars del moviment anarcosindicalista. Va esbossar una visió dels orígens del moviment, què buscava, i per què era important per al futur del treball en el seu pamflet Anarcho-Syndicalism de 1938.
L'Associació Internacional de Treballadors és una federació anarcosindicalista internacional de diversos sindicats de treballadors de diferents països. L'espanyola Confederació Nacional del Treball va tenir un paper important en el moviment obrer espanyol. També va ser una força important en la Guerra Civil espanyola.

### Escoles de pensament postclàssiques

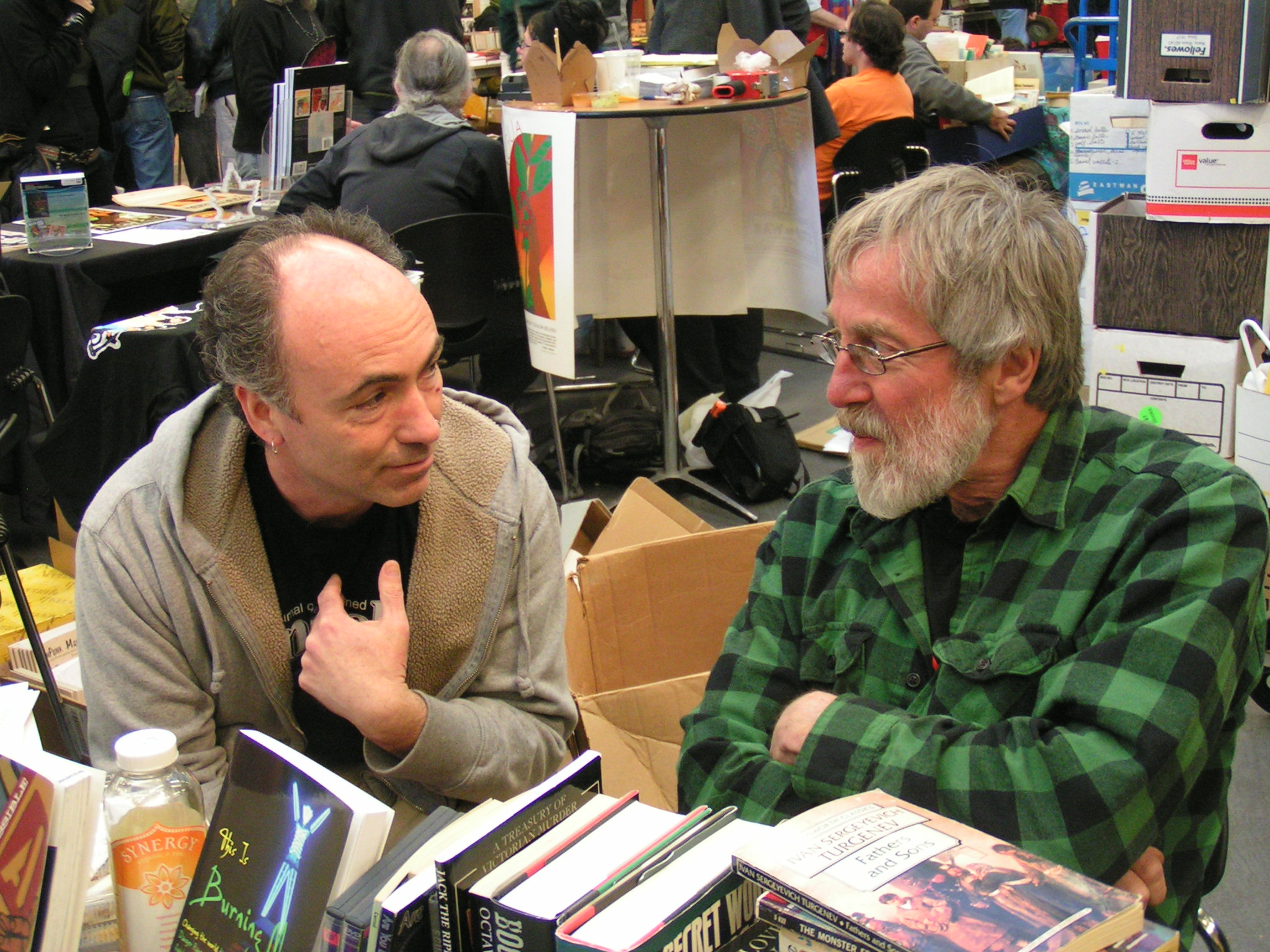
Lawrence Jarach (esquerra) i John Zerzan (dreta), dos autors anarquistes estatunidencs contemporanis prominents. A Zerzan se'l reconeix com una veu important dins de l'anarcoprimitivisme, i Jarach és un important defensor de l'anarquisme postesquerra.

L'anarquisme segueix generant moltes filosofies i moviments, de vegades eclèctics, inspirant-se en fonts diverses, i combinant conceptes dispars per crear nous enfocaments filosòfics.
L'anarquisme verd (o ecoanarquisme) és una escola de pensament dins de l'anarquisme que posa èmfasi en les qüestions ambientals. Té com a precedent important l'anarconaturisme, i els seus principals corrents contemporanis són l'anarcoprimitivisme i l'ecologia social.
L'anarcofeminisme (també anomenat feminisme anarquista) combina l'anarquisme amb el feminisme. En general, identifica el patriarcat com una manifestació d'una jerarquia coercitiva involuntària que ha de ser substituïda per la lliure associació descentralitzada. Els anarcofeministes creuen que la lluita contra el patriarcat és una part essencial de la lluita de classes i de la lluita anarquista contra l'estat. En essència, la filosofia veu la lluita anarquista com un component necessari de la lluita feminista i viceversa. Susan Brown afirma que "l'anarquisme és una filosofia política que s'oposa a totes les relacions de poder, és per tant també intrínsecament feminista". L'anarcofeminisme va començar a final del segle xix amb els escrits d'anarquistes feministes primerenques com Emma Goldman i Voltairine de Cleyre.
L'anarcopacifisme és una tendència que rebutja la violència en la lluita pel canvi social (vegeu la no-violència) que es va desenvolupar sobretot als Països Baixos, Gran Bretanya i els Estats Units, abans i durant la Segona Guerra Mundial.
L'anarquisme cristià és un moviment en la teologia política que combina l'anarquisme i el cristianisme. Els seus principals proponents van incloure Lev Tolstoi, Dorothy Day, Ammon Hennacy i Jacques Ellul.
El plataformisme és una tendència dins del moviment anarquista basada en les teories organitzacionals de la Plataforma Organitzacional de la Unió General d'Anarquistes (Esborrany) de Dielo Truda. El document es basa en les experiències dels anarquistes russos en la Revolució d'Octubre de 1917, que va portar finalment a la victòria dels bolxevics per davant dels anarquistes i altres grups. La Plataforma va tractar d'abordar i explicar els fracassos del moviment anarquista durant la revolució russa.
L'anarquisme sintetista és una forma d'organització anarquista que tracta d'unir anarquistes de diferents tendències sota els principis de l'anarquisme sense adjectius. En la dècada de 1920, aquesta forma va trobar com a principals defensors els comunistes llibertaris Volin i Sébastien Faure. És el principi fonamental darrere de les federacions anarquistes agrupades al voltant de la global Internacional de Federacions Anarquistes contemporània.
L'anarquisme postesquerra és un corrent recent en el pensament anarquista que promou una crítica de la relació de l'anarquisme amb la política tradicional d'esquerra. Alguns postesquerrans tracten d'escapar dels confins de la ideologia i presenten una crítica de les organitzacions i la moralitat. Sota la influència de l'obra de Max Stirner i de la Internacional Situacionista marxista, l'anarquisme postesquerra se centra en la insurrecció social i el rebuig de l'organització social d'esquerra.
L'anarquisme insurreccionalista o anarcoinsurreccionalisme és una teoria, pràctica i tendència revolucionària dins del moviment anarquista que posa l'accent en la insurrecció. És crític amb les organitzacions formals, com els sindicats i les federacions que es basen en un programa polític i congressos periòdics. En canvi, els anarquistes insurreccionals advoquen una organització informal i basada en un petit grup d'afinitat. Els anarquistes insurreccionalistes donen valor en l'atac, el conflicte de classes permanent i la negativa a negociar o arribar a un compromís amb els enemics de classe.
El postanarquisme és un moviment teòric cap a una síntesi de la teoria anarquista clàssica i el pensament postestructuralista, inspirant-se en idees diverses com el postmodernisme, el marxisme autonomista, l'anarquisme postesquerra, el situacionisme i el postcolonialisme.
L'anarcoindependentisme o anarquisme independentista és un corrent anarquista que afegeix qüestions relacionades amb l'alliberament nacional als altres principis anarquistes. Els seus integrants solen considerar-la com una estratègia d'oposició al poder estatal, atorgant més autonomia a les regions i a la seva capacitat d'autogovernar-se sense un estat, i rebutgen alhora la xenofòbia.

## Cultura

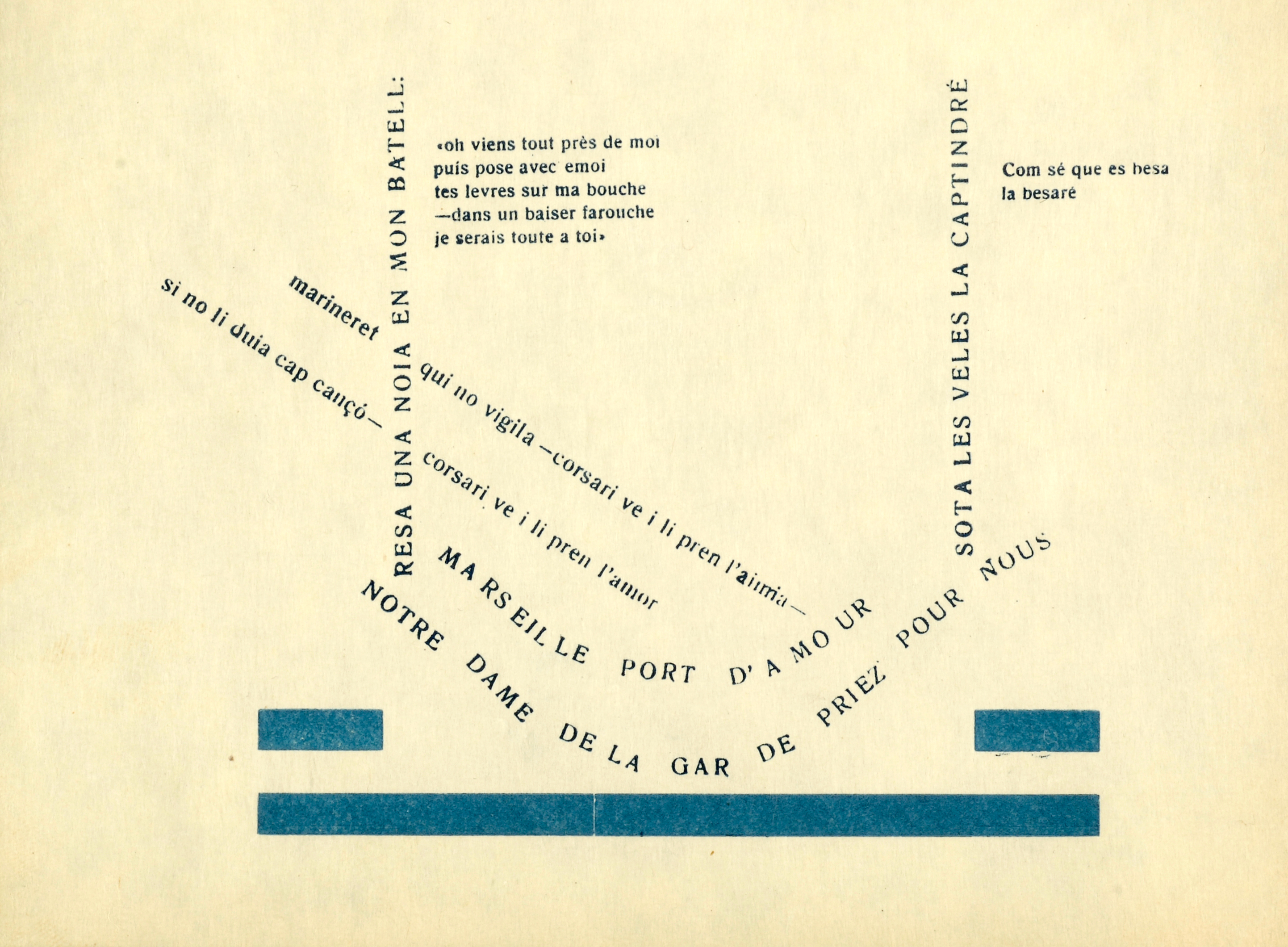
Cal·ligrama de Salvat-Papasseit

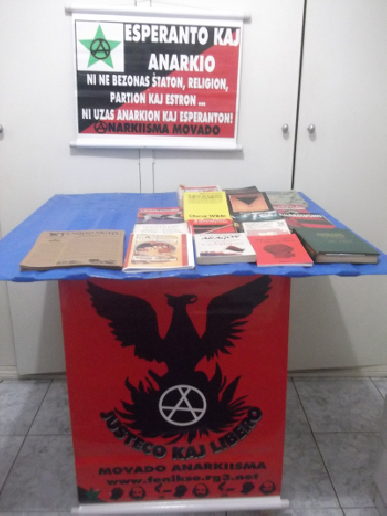
Llibres i altres publicacions anarquistes en esperanto

A l'anarquisme la creació cultural i la seva difusió es considera essencial per al desenvolupament personal, autonomia, criteri propi i independència de cada persona. Al segle xix la cultura llibertària, a més d'expressar els propis sentiments i experiències, valorava que la classe treballadora pogués tenir accés a la cultura i sensibilitzar el conjunt de la població enfront dels problemes dels més desvalguts. A inicis del segle xx destaquen els ateneus llibertaris i l'associacionisme cívic, que van incloure al teixit social de la cultura llibertària a lliurepensadors en general, avantguardistes, feministes, defensors de l'amor lliure, pacifistes, esperantistes, laicistes, naturistes, nudistes, vegetarians, esportistes (entenent l'esport com un tipus de cultura física) i partidaris de l'"oci responsable". Als Països Catalans fou un pilar important a la cultura republicana i modernista.
Manifestacions culturals anarquistes com el teatre sociològic, l'escola integral racionalista, la premsa obrera, el neomalthusianisme de Paul Robin, l'excursionisme científic i l'esperanto com a proposta d'idioma internacional van suposar una innovació cultural profunda que pretenia posar fi al monopoli catòlic sobre el pensament, l'educació i les relacions humanes.
També s'usen arts clàssiques com la literatura, la dramatúrgia, les arts visuals, la pintura, el cinema i la música per a donar a conèixer idees i valors anarquistes o fer plantejar-se creences preestablertes o enfocar temes socials i personals des d'altres punts de vista. Aquesta producció artística ha estat d'allò més variada, abastant temàtiques de profund contingut social i antiautoritari, ha estat vehicle de valors i d'idees revolucionàries, alternant la denúncia de l'opressió i l'explotació amb la difusió dels ideals utòpics.

### Esperanto
Els anarquistes van estar entre els pioners de la difusió de la idea d'una llengua auxiliar internacional, com l'ido o l'esperanto, que a Alemanya es coneixia com el "llatí dels obrers". En alguns països, per exemple al Japó, la majoria dels esperantistes dels primers períodes de la llengua eren anarquistes i els servia per comunicar-se amb llibertaris europeus. El 1905 es va fundar a Estocolm el primer grup esperantista anarquista. El 1910 el document fundacional de la CNT a Barcelona inclou una referència explícita sobre l'ús de l'esperanto per a les relacions internacionals. El 1920 al segon congrés de la tercera internacional, Ángel Pestaña va proposar l'esperanto com a interllengua a l'organització. L'agost de 1921 es van reunir a Praga 79 obrers de 15 nacions, que van fundar l'Associació Anacionalista Mundial (SAT), fins avui activa organització d'esperantistes d'esquerres. Els seus membres anarquistes componen la fracció llibertària dins de SAT. Als anys 1940 i 1950 els exiliats llibertaris espanyols (fonamentalment Germinal Gracia i Eduard Vivancos) van redactar Senŝtatano, publicació periòdica de la joventut anarquista internacional, enterament en esperanto. Aquesta publicació va ser fonamental per establiar relacions entre grups llibertaris europeus i asiàtics. Per exemple, així es va poder editar per primer cop en castellà l'obra clàssica del taoisme Daodejing, traduïda per Eduard Vivancos a partir d'una versió pont en esperanto que havia fet l'anarquista Taiji Yamaga i amb un pròleg de Germinal Gracia. Altres anarquistes defensors de l'esperanto com a llengua auxiliar internacional van ser Paul Berthelot, Vicente Galindo, Ba Jin, Filareto Kavernido, Eugène Lanti, Errico Malatesta, Manuel Monleón, Sakae Ōsugi, Félix Padín, José Pellicer, Francesc Paradell, Eleuterio Quintanilla, Toma Sik o el mateix Tolstoi.

### Literatura

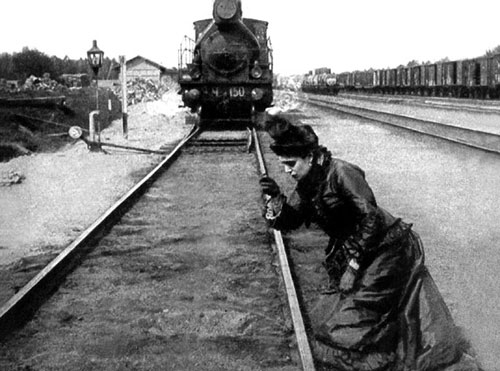
Fotograma de la pel·lícula Anna Karenina, de 1914

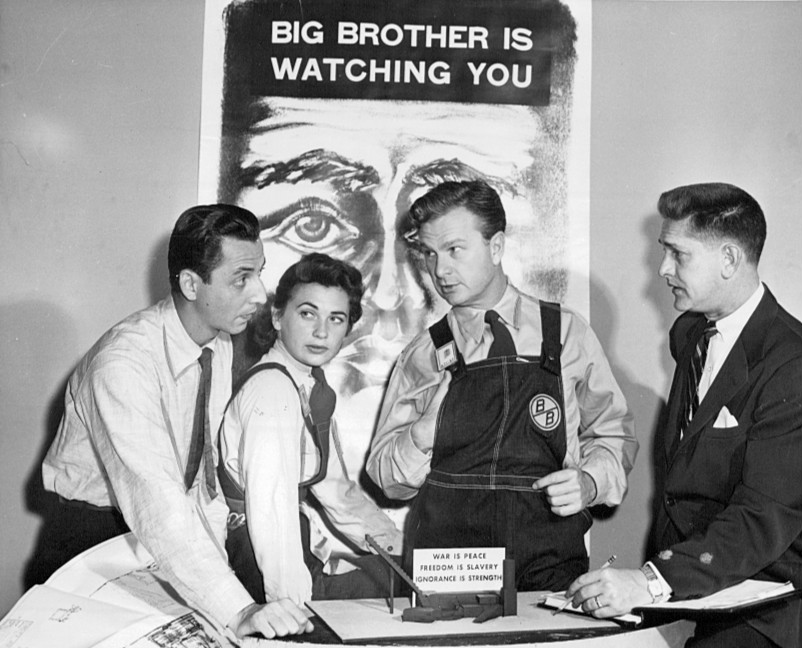
Preparant l'adaptació teatral de 1984 per al programa Studio One del canal de televisió CBS, l'any 1953.

Un dels escriptors llibertaris de major rellevància literària va ser el rus Lev Tolstoi, anarquista pacifista d'arrel cristiana, precursor de les tendències naturalistes llibertàries, autor de grans clàssics de la literatura universal, com Guerra i Pau i Anna Karenina. També és enormement conegut George Orwell, que va lluitar a la revolució social espanyola de 1936 el primer semestre de 1937, experiència que el va marcar i que relataria a Homenatge a Catalunya. Posteriorment va escriure 1984 i La revolta dels animals. Destaca pel seu distopisme, i el rebuig a l'autoritarisme, al capitalisme i al comunisme d'Stalin. Dins d'aquest mateix període prendria importància la figura d'Albert Camus, lligat a l'existencialisme, que va escriure la novel·la La pesta, l'obra de teatre Estat de setge i l'assaig explícitament llibertari L'home rebel, a part de les seves obres filosòfiques i col·laboracions en diaris i organitzacions llibertàries. Una aportació a l'anarquisme la fa, entre altres autors, Dolors Marin a Anarquistas, un siglo de movimiento libertario en España.
Altres autors que es poden incloure són Octave Mirbeau (novel·lista i dramaturg traduït al català per Felip Cortiella, de gran influència al teatre anarquista en català), Oscar Wilde, Henry Thoreau i William Morris, crítics de la societat capitalista industrialista i defensors de la sobirania individual.
En el terreny de la poesia destaca Voltairine de Cleyre, tot i que també es podrien considerar Percy Bysshe Shelley, Lord Byron, William Blake, León Felipe, Joan Salvat-Papasseit i Allen Ginsberg, de qui la poesia presenta una gran afinitat amb l'anarquisme.
En periodisme i assaig, a més dels esmentats Camus i Orwell, podem incloure a Rafael Barret, autor d'una extensa i variada obra, Manuel González Prada, Rodolfo González Pacheco, Ricardo Mella, Fernando Tarrida del Mármol i al geògraf Élisée Reclus. La premsa anarquista inclou nombroses publicacions com per exemple els diaris Solidaridad Obrera o Tierra y Libertad; els setmanaris El Chornaler, La Federación Igualadina o El Obrero; els periòdics La Solidaridad, Mujeres Libres, La Justícia Humana, El Orden o La Tramuntana; i multitud de revistes, entre les quals hi ha Mother Earth, Germinal, Acracia, Revista Catalunya, La Rosa dels Vents, Un enemic del Poble o La Revista Blanca.
També s'han realitzat obres amb temàtica molt propera a l'anarquisme en altres plataformes literàries com ara el còmic, on es pot citar V de Vendetta, escrita per Alan Moore i dibuixada per David Lloyd.

### Teatre

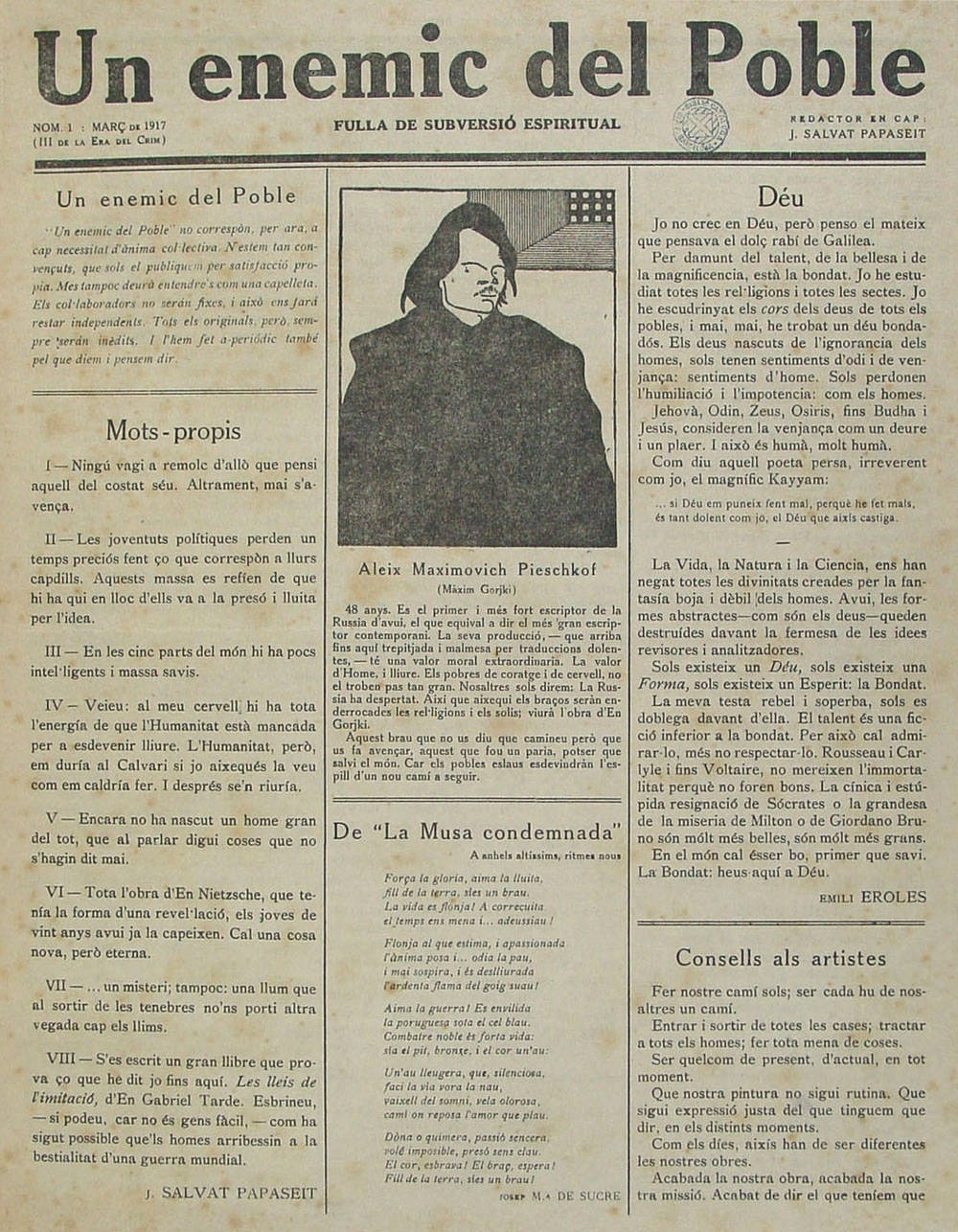
La publicació en català Un enemic del poble, inspirada en l'obra teatral d'Ibsen

El més important dramaturg nòrdic, i un dels més importants de la història del teatre modern va ser l'anarquista Henrik Ibsen, autor de conegudes obres com Casa de nines i Un enemic del poble. Va influir molt a la cultura catalana.
Als Països Catalans existí per exemple la l'Agrupació Avenir i anteriorment la Companyia Lliure de Declamació, que a més de presentar diverses obres anarquistes d'Ibsen i altres autors catalans o traduïts d'altres llengües, va encarregar a Felip Cortiella que escrivís el seu assaig El teatro y su fin per a donar a conéixer el "teatre sociològic".
Al Riu de la Plata destaca Florencio Sánchez amb les obres M'hijo el dotor, Canillita i Los derechos de la salud. Florencio Sánchez va exercir a més el periodisme i la militància social, col·laborant amb el periòdic anarquista La Protesta. El multifacètic escriptor anarquista i director del diari La Antorcha, Rodolfo González Pacheco, també va contribuir en la dramatúrgia, tot i que amb obres menors.
El 1946 Julian Beck i Judith Malina funden The Living Theatre, inspirat en principis llibertaris. Es basava en temes controvertits, apel·lant a la improvisació i la participació del públic. Si bé va ser concebut com a teatre experimental, en la dècada dels seixanta va obtenir força popularitat. El Living Theater va influenciar moltes companyies teatrals de les dècades següents fins a l'actualitat.
Una obra de teatre d'especial rellevància per l'anarquisme és la novel·la Mort accidental d'un anarquista, del premi nobel de literatura Dario Fo. L'obra és una comèdia, amb una forta presència de crítica social, inspirada en els fets que van tenir lloc als Estats Units i que van implicar la caiguda d'un anarquista per la finestra quan era interrogat per la policia.
Howard Zinn és l'autor d'Emma (1976), una obra teatral basada en la vida de l'anarquista Emma Goldman.

### Cinema
Directors declaradament anarquistes són, per exemple, el francès Jean Vigo, l'obra del qual Zéro de conduite és un clàssic del cinema francès, i el britànic Ken Loach, autor de nombrosos documentals i de cèlebres pel·lícules, de les que destaca Terra i llibertat.
Alguns cineastes que han tractat temes relacionats amb la història de l'anarquisme són Lina Wertmüller, amb Amor i anarquia, Giuliano Montaldo, amb Sacco i Vanzetti, Héctor Olivera amb la multipremiada La Patagonia rebelde, amb guió d'Osvaldo Bayer, i Ricardo Wullicher amb Quebracho. Aquestes dues últimes pel·lícules se centren en les vagues d'obrers i peons rurals argentins immediatament posteriors a la Primera Guerra Mundial. Battle in Seattle, de Stuart Townsend (2008), relata els esdeveniments de la manifestació contra l'Organització Mundial de Comerç de 1999.
Altres pel·lícules on l'argument té fortes afinitats amb l'anarquisme inclouen: 1984, basada en la novel·la de George Orwell i filmada per Michael Anderson (1956) i Michael Radford (1984); Farenheit 451, del premiat director François Truffaut (1966); Rojos, de Warren Beatty (1981); Fight Club, de David Fincher (1999); La estrategia del caracol, de Sergio Cabrera (1993); V de Vendetta, basada en el còmic del mateix nom, etc.
La revolució social espanyola de 1936 ha estat un tema recurrent de la filmografia postfranquista; en destaquen Libertarias de Vicente Aranda, La dona de l'anarquista de Peter Sehr i Marie Noëlle, i sobretot Terra i llibertat de Ken Loach. Salvador (Puig Antich), de Manuel Huerga, tracta la resistència al règim franquista i la figura de Salvador Puig Antich.
Durant la Revolució Espanyola la producció cinematogràfica anarcosindicalista autogestionada s'articulava a través de les productores SIE Films, FRIEP i Spartacus Films. Entre agost de 1936 i juny de 1937 es van produir 84 films, entre els quals destaca la pel·lícula Aurora de esperanza, d'Antonio Sau, una joia del cinema clàssic espanyol.
A més dels films de ficció, hi ha una gran quantitat de documentals que expliquen la història de l'anarquisme, entre els quals es pot esmentar Vivir la utopía, Ácrates, 1937 - Un pueblo en armas, Nestor Makhno, paysan d'Ukraine (de Helene Chatelain), Buenaventura Durruti, anarquista (Els Joglars), etc.

### Arts plàstiques

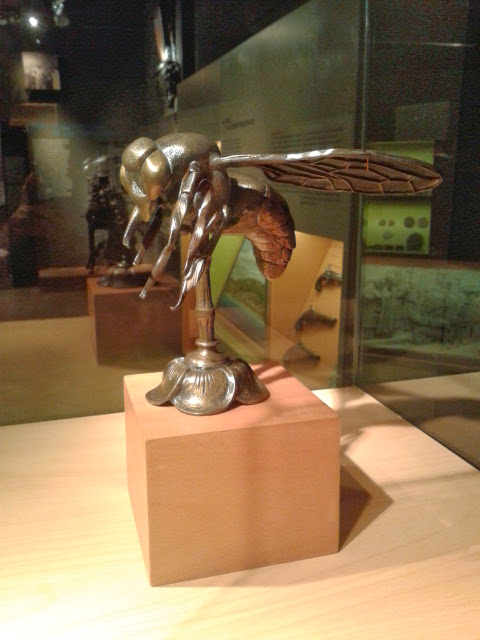
Escultura de Gaudí per a la Cooperativa Obrera Mataronesa

Des del segle xix es van iniciar nombrosos contactes entre l'anarquisme i el món de l'art: Proudhon va tractar en les seves obres la teoria de l'art, influint en els ideals estètics del realisme pictòric i, més endavant, en el realisme socialista. Per Proudhon, l'art havia de servir uns objectius socials i morals, rebutjant l'«art per l'art» i defensant la figura de l'artista com un ésser de rectes principis que contribueix com tots al desenvolupament de la societat. Per a ell, l'art «és una representació idealitzada de la natura i de nosaltres mateixos amb l'objectiu de perfeccionar física i moralment nostra espècie».
Proudhon va influir especialment Gustave Courbet, amic personal seu; tant ell com Camille Pissarro, Georges Seurat, Paul Signac i altres van desenvolupar conceptes estètics llibertaris. Courbet és autor del famós quadre Pierre-Joseph Proudhon et ses enfants (Retrat de Proudhon i els seus fills), de 1865. Signac va dir el 1902: «el pintor anarquista no és aquell que pinta quadres amb motius anarquistes, sinó el que sense ànim de lucre, sense esperar cap recompensa, lluita amb tot el seu individualisme i tot el seu esforç personal contra la burgesia i els convencionalismes oficials».
Durant el segle xx hi va haver alguns vincles entre els corrents dadaista, surrealista i l'anarquisme, encara que no sempre gaire explícits, especialment en la dècada del 1950 a França. Durant aquests anys destaca la producció artística de Miguel García Vivancos, exintegrant del grup de Durruti, exiliat a França.
L'art desenvolupat en funció de la propaganda revolucionària i dels ideals anarquistes mereix una menció a part, especialment pel que fa a la il·lustració de publicacions periòdiques llibertàries i cartells de carrer. Aquesta última expressió va tenir el seu apogeu a Espanya durant la Guerra Civil.
Al segle XXI destaca per exemple el grafiter Banksy.

### Música

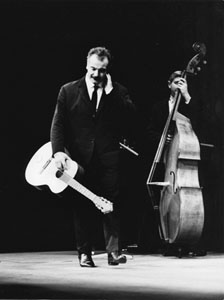
Brassens en concert

Des del segle xix han existit coneguts músics, compositors i temes relacionats amb l'anarquisme. D'entre els temes, han tingut especial importància les cançons A les barricades i Hijos del pueblo, ambdues molt populars durant la Guerra Civil espanyola i la Revolució Espanyola de 1936, i que han sobreviscut fins als nostres dies convertint-se en autèntics himnes de l'anarquisme i sent versionades innombrables vegades.
Als Estats Units, la cançó de protesta llibertària va tenir com a principals exponents a Joe Hill i Woody Guthrie. A Argentina van destacar Martín Castro i el compositor de tangos Juan de Dios Filiberto, autor de cèlebres obres com Caminito i Malevaje. A França, el moviment musical conegut com la chanson va tenir entre els seus principals exponents a Georges Brassens i Léo Ferré. A Argentina el cantautor pacifista Facundo Cabral va manifestar la seva adhesió a les idees anarquistes.

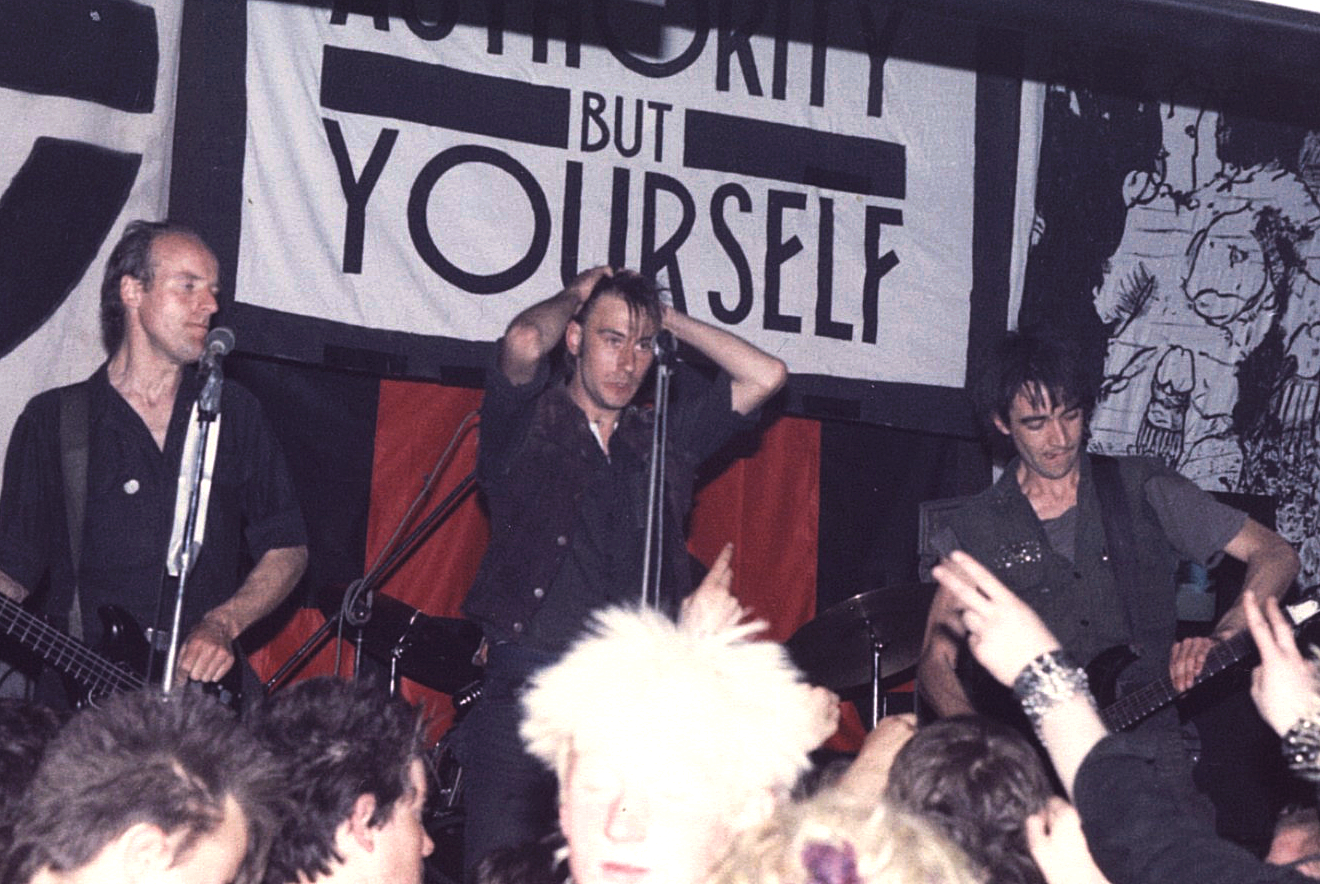
El grup britànic Crass, pioner de l'anarcopunk

En dècades més recents, dins de cercles de joves anarquistes la subcultura punk va prendre rellevància. Així, dins d'aquesta cultura va aparèixer un subgènere específicament anarquista conegut en els seus inicis com Peace Punk, que després evolucionaria i passaria a dir-se de manera general com anarcopunk. D'aquest gènere en destaquen les lletres compromeses i les seves activitats polítiques i de ruptura amb l'ideari anarquista i la denúncia de l'opressió estatal i capitalista. Els pioners d'aquest estil van ser bandes com Crass ja des de 1977, i una mica després bandes com Flux of Pink Indians, Poison Girls, Conflict i Subhumans al Regne Unit. Posteriorment, dins d'aquest gènere també emergiria el crust punk, on destaquen grups com Nausea, Oi Polloi o Aus Rotten. En països de parla castellana també van començar a aparèixer grups com Sin Dios, Puagh, o Los Muertos de Cristo a Espanya, Desobediencia Civil i Fallas del Sistema a Mèxic o Apatía No a Veneçuela. Posteriorment apareixeria la Internacional Anarco Punk, una xarxa que aglutina grups d'Amèrica i Europa.
D'altra banda, músics, fanàtics i organitzadors d'esdeveniments anarquistes han aparegut en gèneres contemporanis tan diversos com el folk-rock, la nueva trova, el hip-hop, el tecno/psytrance/freetekno o el rock alternatiu i el rock experimental influenciat pel situacionisme en grups com Negativland i Chumbawamba.
Un grup de música en actiu actualment (2017), i clarament anarquista és El Noi del Sucre, una banda d'Utrera, Sevilla i d'un estil amb gran personalitat.

## Criticisme
Les crítiques a l'anarquisme es poden separar en les crítiques morals i les crítiques pragmàtiques. Sovint, els crítics amb l'anarquisme el titllen d'inviable o utòpic. El professor d'història europea Carl Landauer, en el seu llibre European Socialism, va sostenir que l'anarquisme social és poc realista i que el govern és un "mal menor" que una societat sense "força repressiva". Alhora, també va argumentar que la idea segon la qual les "males intencions cessaran si la força repressiva desapareix" és una "absurditat". Per contra, hi ha hagut societats acèfales estables fins a l'arribada d'uns agressors poderosos exteriors (els colons).
Tant l'anarquisme com el comunisme busquen en última instància l'acràcia o societat sense autoritat. Tanmateix, anarquistes i marxistes han estat enfrontats des que Marx va atacar Proudhon a La misèria de la filosofia (1846), enfrontament que va arribar al seu clímax en la lluita entre marxistes i bakuninistes pel control de la Primera Internacional, i que va acabar amb la seva ruptura el 1872. La base del conflicte se centra que, si bé els marxistes creuen en la necessitat transicional d'un estat dels treballadors (la «dictadura del proletariat»), els anarquistes pensen que el camí al socialisme (o al comunisme) passa per la destrucció l'estat. Per als anarquistes, un estat socialista repetiria les característiques d'opressió i privilegi contra les quals lluiten, alhora que, en estendre els poders a l'organització de la vida econòmica, resultaria ser fins i tot més opressiu. Pels marxistes, la desorganització dels anarquistes els impediria assolir cap resultat.
Considerat com a font d'idees crítiques per a altres ideologies i moviments, l'anarquisme ha tingut l'èxit que no va tenir com a ideologia. L'anarquisme clàssic mai va atreure grans nombres de seguidors, i la seva influència en el curs de la història mundial va ser mínima. The Blackwell Encyclopaedia of Political Thought diu que la idea anarquista d'una societat organitzada sense una autoritat central va contra el desenvolupament del paper de l'estat paral·lel al de la industrialització experimentat en les societats avançades, i que requereix un enorme salt de fe. En aquest sentit, l'historiador anarquista George Woodcock deia que l'anarquisme va ser més un moviment de rebel·lió que de revolució, una protesta i resistència enfront de la revolució social que des de mitjan segle xviii, amb la contribució del progrés científic i tecnològic, condueix el món cap a una centralització econòmica i política, amb el que això implica de subordinació de l'individu cap a l'estat. Assenyalava que davant aquesta revolució negativa, els anarquistes van protestar en nom de la dignitat humana, sent aquest possiblement el seu major assoliment.
Woodcock diu també que l'anarquisme va patir de les debilitats de les seves tàctiques revolucionàries, una completa manca de coordinació que va provocar que les rebel·lions i accions anarquistes a vegades servissin per mantenir un estat de tensió, però no produïen resultats duradors. La propaganda pel fet en massa ocasions es va convertir en propaganda negativa, i l'èxit del sindicalisme de fet representava un compromís amb la tendència a la centralització: Woodcock diu que el mateix Malatesta suggeria que, en imitar les formes polítiques i industrials del seu temps, eventualment formarien part de l'ordre centralista al qual s'oposaven. Així, la CGT francesa va acabar en mans de reformistes, i finalment en les de comunistes; i fins i tot la CNT va enviar els seus líders a la coalició governamental durant la Guerra Civil espanyola.
L'anarquisme ha rebut una forta oposició per part de governs i adversaris de tot l'arc polític. Els seus plantejaments han estat acusats d'utòpics i mancats d'una estratègia realista per a solucionar els problemes contemporanis. Els anarquistes defensen que encara no hi ha hagut cap oportunitat de posar la teoria anarquista en pràctica, donat que tots els intents han estat derrotats no amb millors arguments sinó amb la violència i la repressió.